# Henri de Toulouse-Lautrec
Henri Marie Raymond de Toulouse-Lautrec-Montfa (Albi, 24 de noviembre de 1864-Saint-André-du-Bois, 9 de septiembre de 1901), conocido simplemente como Toulouse-Lautrec, fue un pintor y cartelista francés, que destacó por la representación de la vida nocturna parisina de finales del siglo XIX. Se le enmarca en el movimiento postimpresionista.

## Infancia
Nació en el castillo de Albi en el seno de una familia de la nobleza. En su familia, como era habitual en muchas dinastías de la antigua aristocracia, muchos matrimonios se concertaban entre parientes para evitar las divisiones territoriales y la dispersión de la fortuna. Este fue el caso de los padres de Henri, el conde Alphonse de Toulouse-Lautrec-Montfa (1838-1913) y Adèle Tapié de Celeyran (1841-1930), que eran primos en primer grado. La endogamia hubo de condicionar la salud del artista. Henri fue el primogénito y cuando tenía cuatro años nació su hermano Richard-Constantine, que falleció un año después. Sus padres se separaron en 1868 y él quedó bajo el cuidado de su madre.
Su infancia fue feliz a pesar de que padeció una enfermedad que afectaba al desarrollo de los huesos y que comenzó a manifestarse en él en 1874. Su constitución ósea era débil y entre mayo de 1878 y agosto de 1879 sufrió dos fracturas en los fémures de ambas piernas, que le impidieron crecer más, alcanzando una altura de 1,52 m, a pesar de que su madre, preocupada por su salud y crecimiento, consultó a numerosos médicos y le llevó a tomar baños termales.
Desde niño gustaba del dibujo, trazando en sus cuadernos escolares bocetos de caballos; su padre era un gran aficionado a la caza y la equitación, los paisajes en torno al castillo y de sus familiares. Dándose cuenta de su talento, un amigo de su padre, el pintor René Princeteau, le dio algunas clases particulares.

## Carrera en París
Toulouse-Lautrec decidió ser pintor, y con el apoyo de su tío Charles y varios pintores amigos de la familia, como Princeteau, John Lewis Brown y Jean-Louis Forain, fue a vivir a París en 1881. Allí, fue alumno de Léon Bonnat, que era un retratista de moda, y, cuando se cerró el taller de Bonnat en septiembre de 1882, tuvo que buscar un nuevo maestro, que fue Fernand Cormon. En el estudio de Cormon se hizo amigo de Vincent van Gogh.
En 1884 Toulouse-Lautrec fue a vivir al barrio de Montmartre, donde tuvo vecinos como Edgar Degas. La fascinación que sentía por los locales de diversión nocturnos le llevó a frecuentarlos con asiduidad y hacerse cliente habitual de algunos de ellos, como el Salón de la Rue des Moulins, el Moulin de la Galette, el Moulin Rouge, Le Chat Noir o el Folies Bergère. Todo lo relacionado con este mundo, incluida la prostitución, constituyó uno de los temas principales en su obra. En sus obras de los bajos fondos de París pintaba a los actores, bailarines, burgueses y prostitutas. A estas las pintaba en su vida cotidiana: mientras se cambiaban, cuando acababan cada servicio o cuando esperaban una inspección médica.
Al contrario que los artistas impresionistas, apenas se interesó por el género del paisaje, y prefirió ambientes cerrados, iluminados con luz artificial, que le permitían jugar con los colores y encuadres de forma subjetiva. Muy observador, le atraían la gestualidad de los cantantes y comediantes, y le gustaba ridiculizar la hipocresía de los poderosos, que rechazaban en voz alta los mismos vicios y ambientes que degustaban en privado.
Los dueños de los cabarets le pedían que dibujara carteles para promocionar sus espectáculos, algo que entusiasmó mucho a Lautrec, ya que en sus largas noches en estos locales dibujaba todo lo que veía y lo dejaba por las mesas. Al contrario que el incomprendido Vincent van Gogh, Toulouse-Lautrec llegó a vender obras y fue reconocido, si bien su popularidad radicó en sus ilustraciones para revistas y carteles publicitarios más que en la pintura al óleo.
Tuvo grandes amigas como la bailarina Jane Avril, a la cual dedicó varios cuadros y carteles. Conoció a bailarines reconocidos como Valentín el Descoyuntado, payasos y demás personajes de las fiestas y espectáculos de los suburbios. Este mundillo de vicio y extravagancia fue un refugio para Lautrec, quien se sentía rechazado por la nobleza a la que pertenecía por origen. Su discapacidad causaba rechazo en los salones chic, y en Montmartre pudo pasar desapercibido y dar rienda suelta a su bohemia. Criticaba a todos aquellos que reflejaban paisajes en sus cuadros, ya que él opinaba que lo que verdaderamente valía la pena eran las personas, el pueblo. Se consideraba a sí mismo un cronista social y se mezcló, pintó y fue como el pueblo. Pintó grandes obras como La inspección médica.

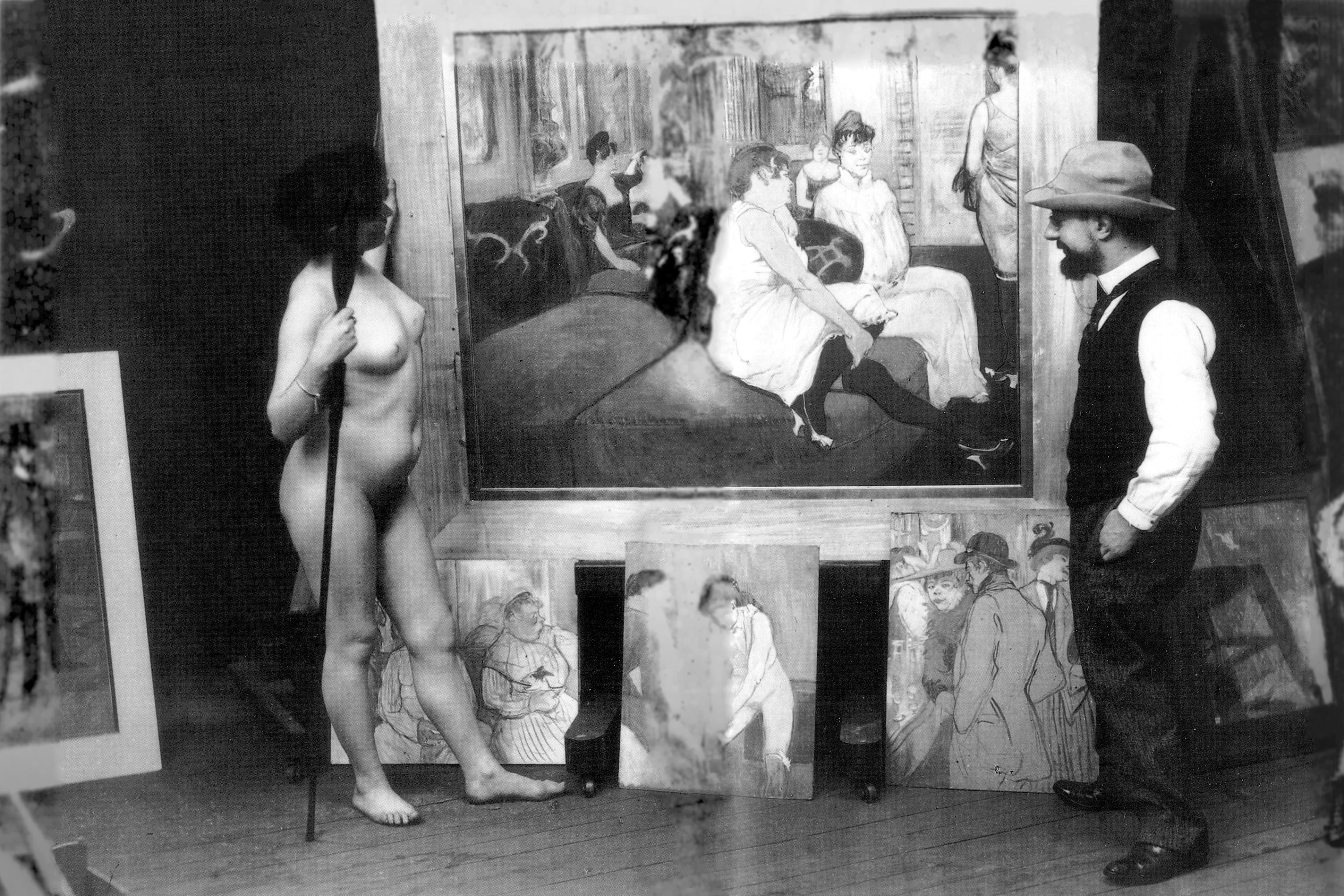
Toulouse-Lautrec en su atelier, con una modelo (1895). Fotografía de Maurice Guibert (1856-1913).

En 1886 abandonó el estudio de Cormon y arrendó el suyo propio. En los años 1890 viajó hasta Londres, donde conoció y retrató a Oscar Wilde; también diseñó el programa de mano (folleto o cuadernillo) repartido en el estreno parisino de su drama Salomé.
Tenía problemas con el alcohol y además contrajo sífilis, lo que muchas veces derivaba en accesos de locura. El alcoholismo deterioró su salud, y a partir de 1897 padeció manías, depresiones y neurosis, además de ataques de parálisis en las piernas y en un costado. En 1897 tuvo que ser recogido de las calles a causa de una borrachera, y poco después en un delirium tremens llegó a disparar a las paredes de su casa creyendo que estaban llenas de arañas. Sin embargo, seguía pintando de forma firme y rápida; pero lo volvieron a recoger alcoholizado en 1899 y lo internaron en un sanatorio mental, donde realizó una colección de pinturas sobre el circo. Le dejaron ir a casa de su madre en las posesiones de esta cerca de Burdeos, y el 9 de septiembre de 1901 murió postrado en su cama del Château Malromé.
En 1922 su madre y su marchante abrieron el Museo Toulouse-Lautrec en el Palacio de la Berbie de Albi, muy visitado y reconocido por su amplia colección.

## Obra

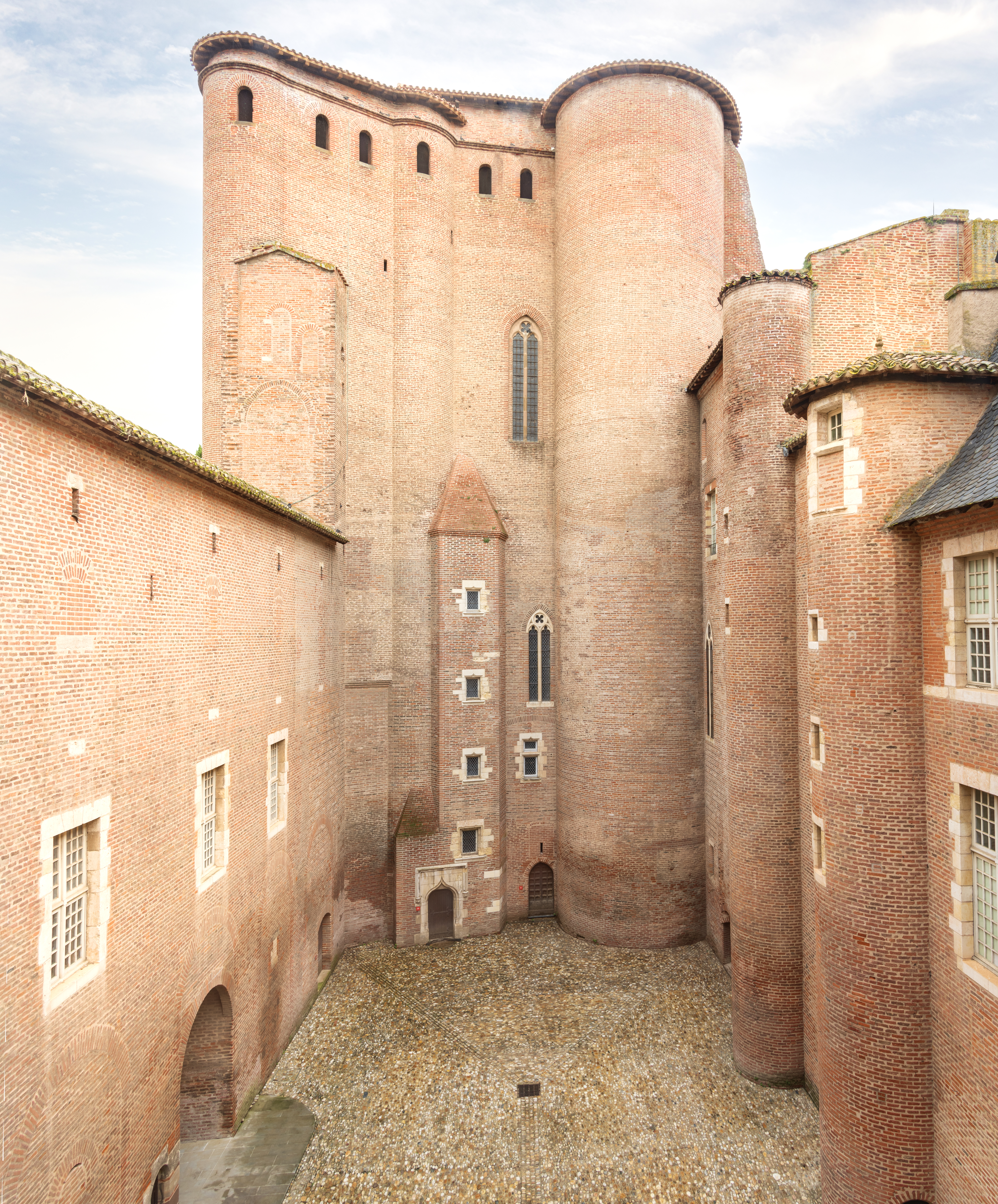
Palacio de la Berbie, sede del Museo Toulouse-Lautrec.

La obra de Toulouse-Lautrec se caracteriza por su estilo fotográfico, al que corresponden la espontaneidad y la capacidad de captar el movimiento en sus escenas y sus personajes, siendo el suyo un estilo muy característico. A esto hay que añadir la originalidad de sus encuadres, influencia del arte japonés, que se manifiesta en las líneas compositivas diagonales y el corte repentino de las figuras por los bordes. Poseía una memoria fotográfica y pintaba de forma muy rápida. Su primera influencia fue la pintura impresionista y, sobre todo, la figura de Edgar Degas, de quien siguió la temática urbana, alejándose de los paisajes que interpretaban Monet o Renoir. Estuvo a la vanguardia del modernismo y del Art Nouveau.
Lautrec fue fundamentalmente un dibujante e ilustrador, tareas que le permitieron subsistir. Sus pinturas al óleo son comparativamente escasas y apenas las expuso en vida. Al contrario que Van Gogh, su fama de persona marginal no implicó que fuese un artista fracasado; y de hecho fue muy popular por sus ilustraciones y carteles publicitarios. Aportó quince diseños al semanario Le Rire y también ilustró el programa de mano del estreno teatral de Salomé, de Oscar Wilde.

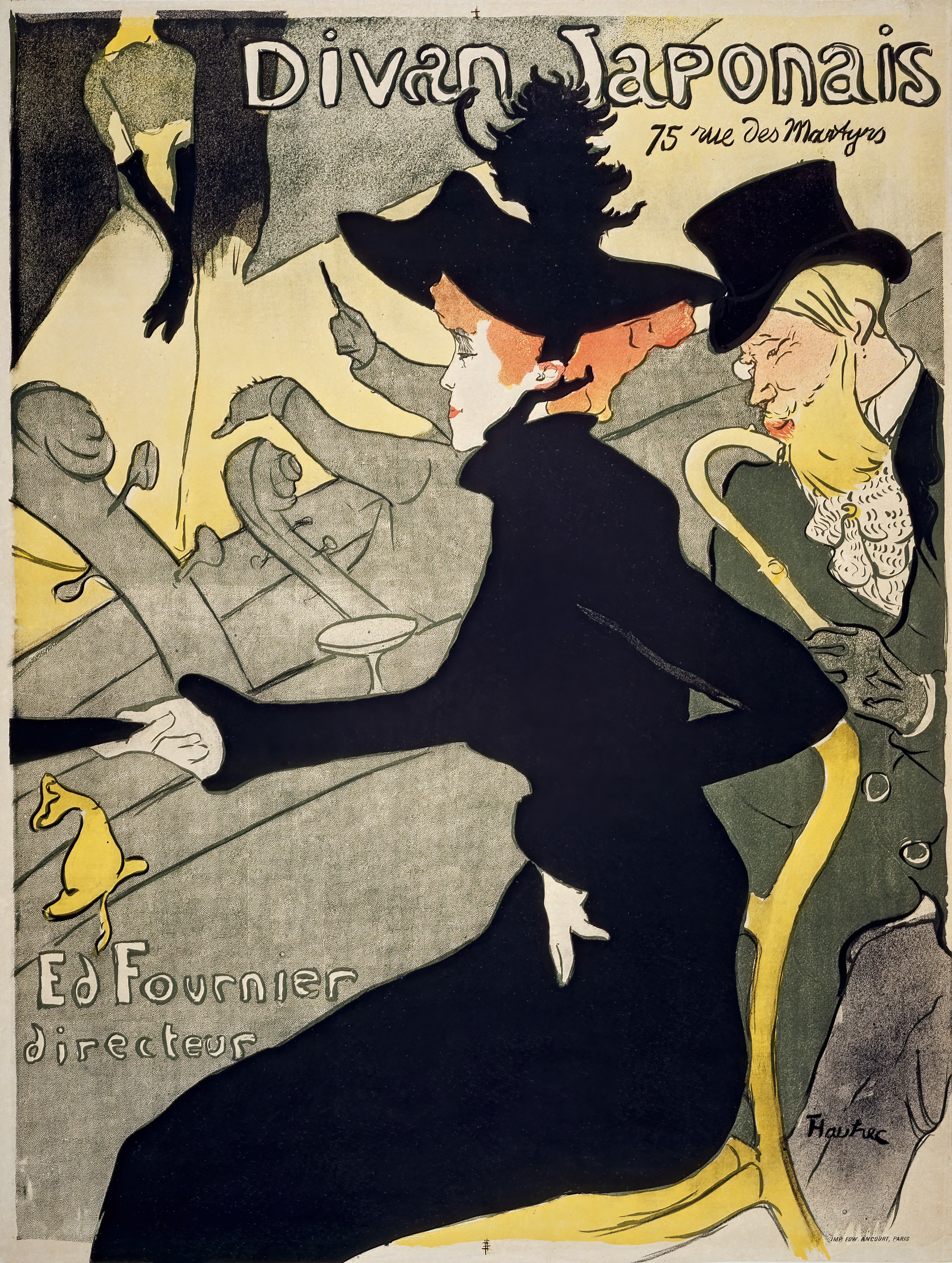
Divan Japonais

Entre sus obras se pueden citar las siguientes:
- Autorretrato ante el espejo (óleo sobre cartón, 1880).
- Lacayo de caballerías con dos caballos (óleo sobre cartón, 1880).
- El Conde Alphonse de Toulouse-Lautrec conduce su coche de cuatro caballos (óleo sobre tela, 1881).
- La madre del artista, Condesa Adèle de Toulouse-Lautrec, desayunando en el Castillo Malromé (óleo sobre tela, 1881-1883).
- El joven Routy en Céleyran (óleo sobre tela, 1882).
- La gorda Marie Martín (óleo sobre tela, 1884).
- La lavandera (óleo sobre tela, 1884).
- Retrato de Vincent van Gogh (pastel sobre cartón, 1887).
- Amazona en el circo Fernando (óleo sobre tela, 1888).
- Mademoiselle Marie Dihau al piano (óleo sobre cartón, 1890).
- En el Moulin de la Galette (óleo sobre tela, 1889).
- Baile en el Moulin Rouge (óleo sobre tela, 1890).
- Moulin Rouge: la Goulue (litografía en colores, 1891).
- Reine de joie (litografía en colores, 1892).
- Ambassadeurs: Aristide Bruant (litografía en colores, 1892).
- El inglés en el Moulin Rouge (óleo y gouache sobre cartón, 1892).
- En la cama: el beso (óleo sobre tela, 1892)
- En el Moulin Rouge: dos mujeres bailando (óleo sobre cartón, 1892), Galería Nacional, Praga
- Divan de Carmenchu (litografía en colores, 1892-1893).
- Yvette Guilbert (gouache sobre cartón, 1894), Museo Thyssen-Bornemisza, Madrid.
- Jardín de París: Jane Avril (litografía en colores, 1893).
- La inspección médica (óleo sobre cartón, 1894).
- Confetti (litografía en colores, 1894).
- Salón de la Rue des Moulins (óleo sobre lienzo, h. 1894), Museo Toulouse-Lautrec, Albi
- La payasa Cha-U-Kao (óleo sobre cartón, 1895), Museo de Orsay, París
- La pasajera de la cabina (litografía en colores, 1896).
- La bañera (litografía en colores, 1896).
- La toilette (óleo sobre cartón, 1896), Museo de Orsay, París
- Paseo por el campo (litografía en colores, 1897).
- La pelirroja con blusa blanca (óleo sobre lienzo), Museo Thyssen-Bornemisza, Madrid.

## Galería

### Pinturas

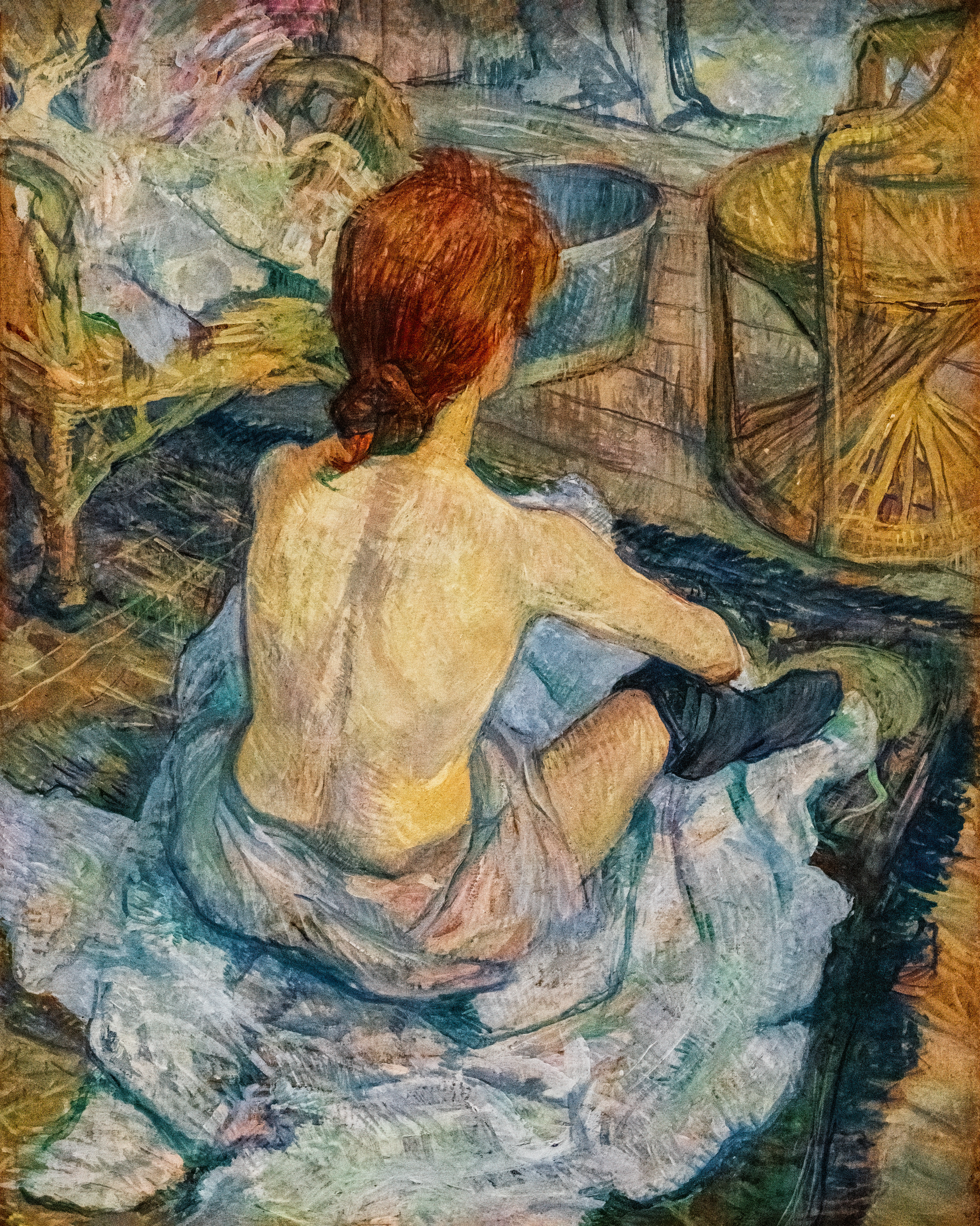
Rousse (La Toilette) (1889)
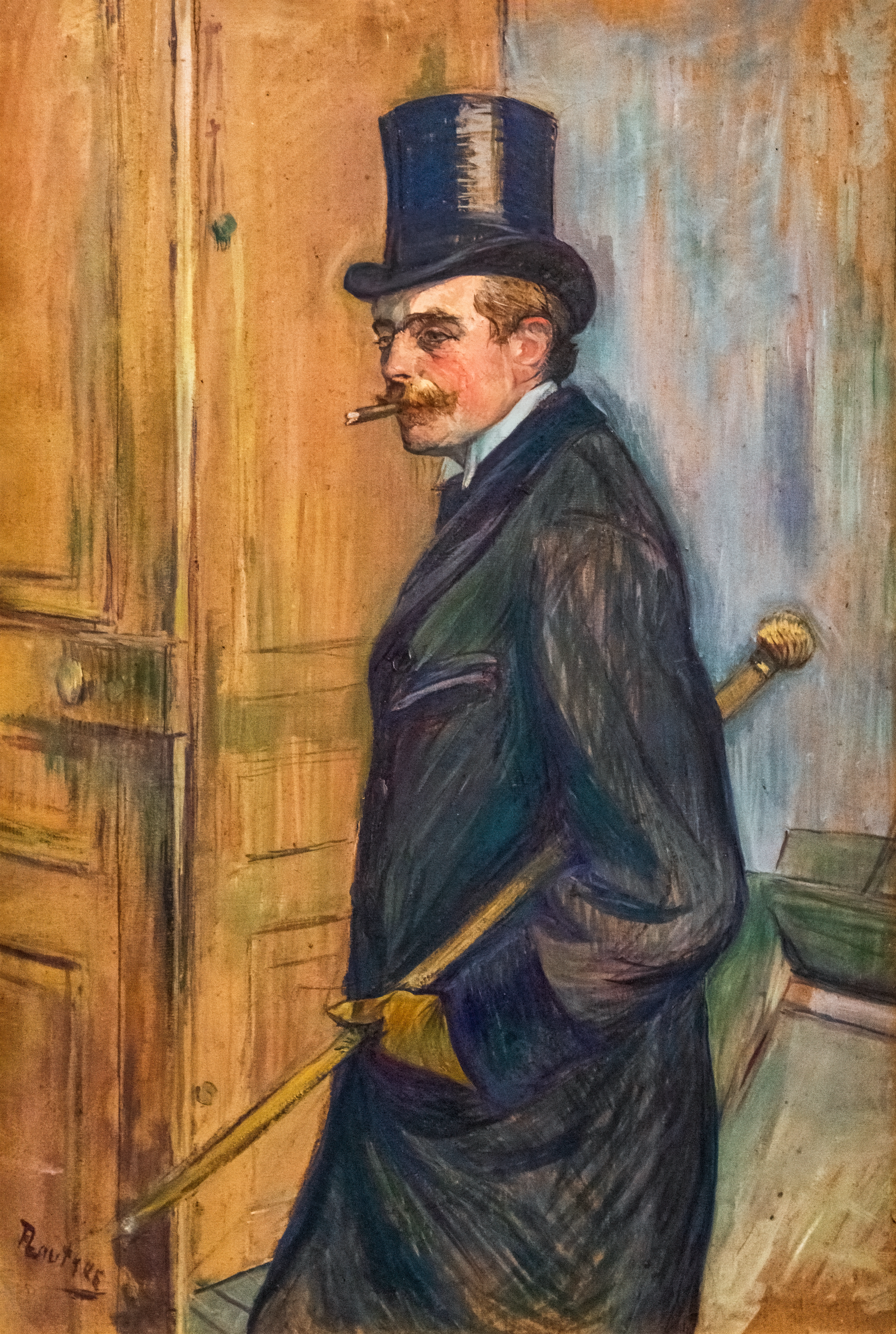
Monsieur Louis Pascal (1893)
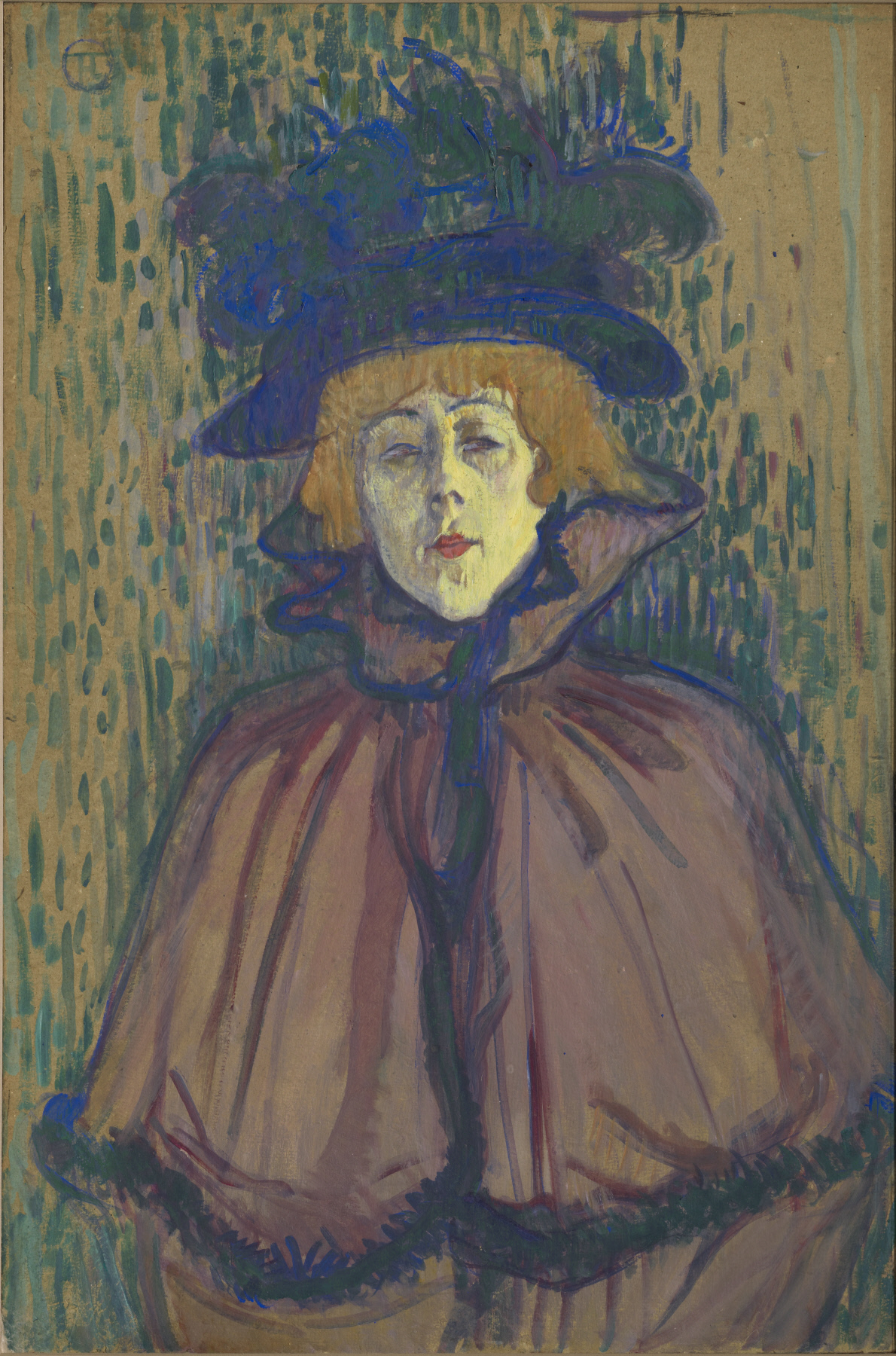
Jane Avril (1892)
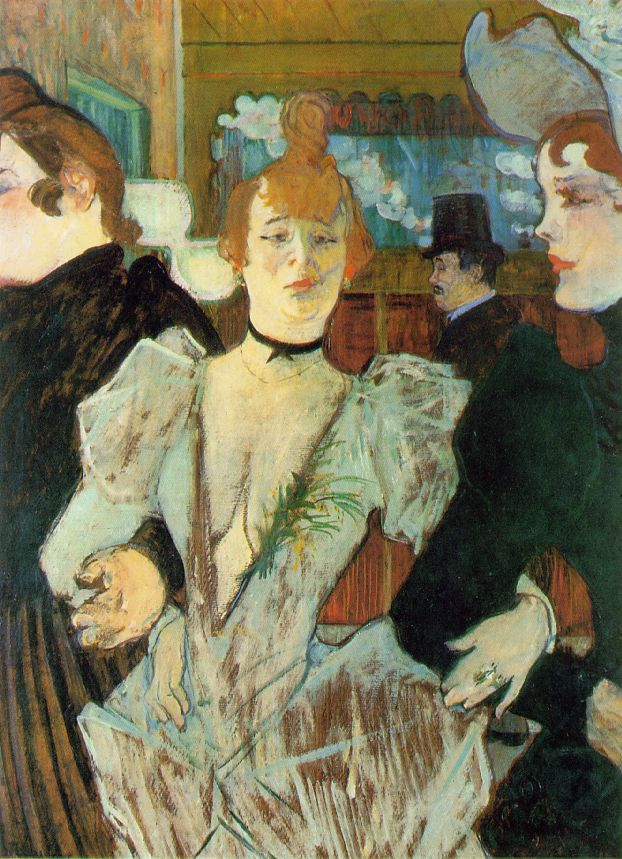
La Goulue entrando al Moulin Rouge (1892)
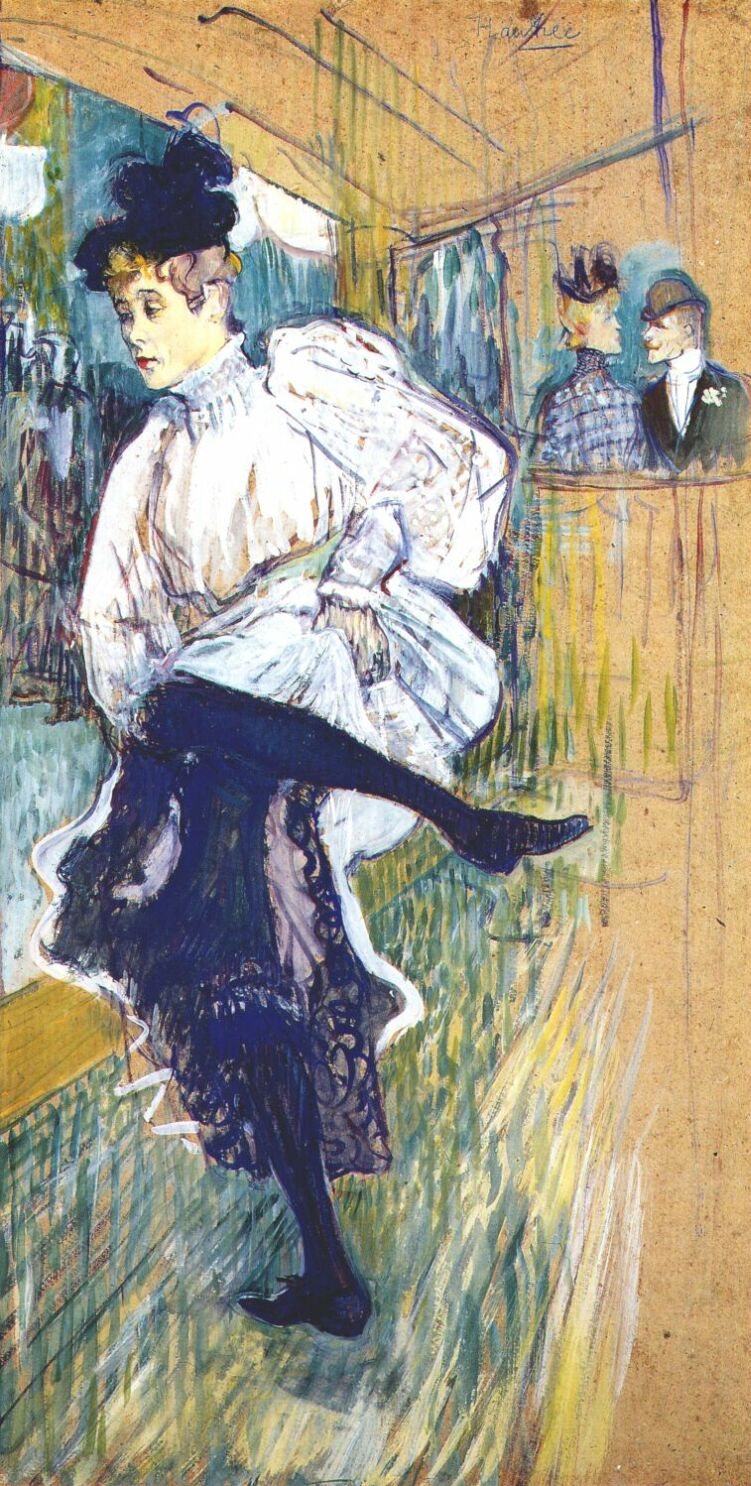
Jane Avril bailando (1892)
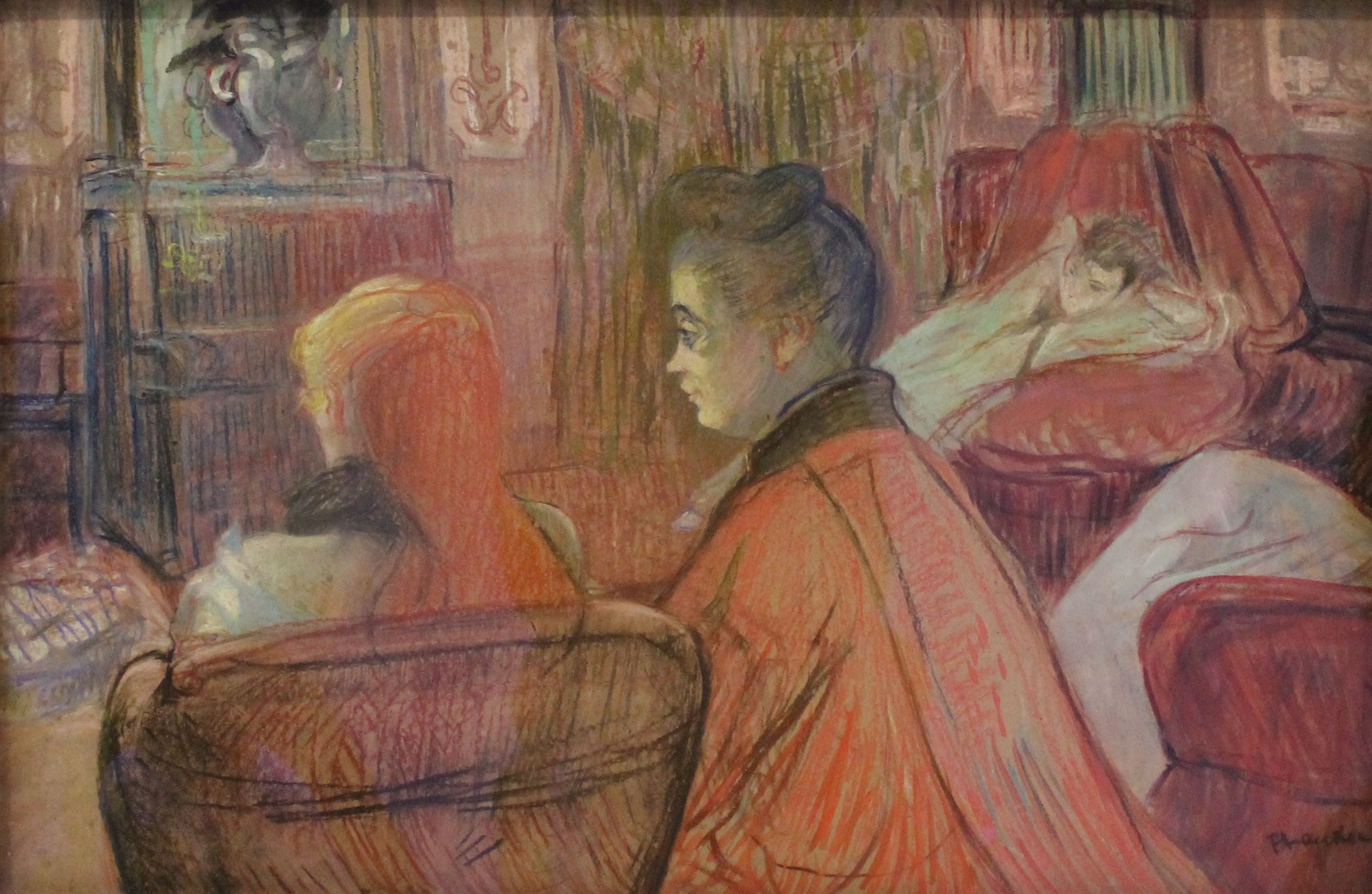
Au salon (1893)
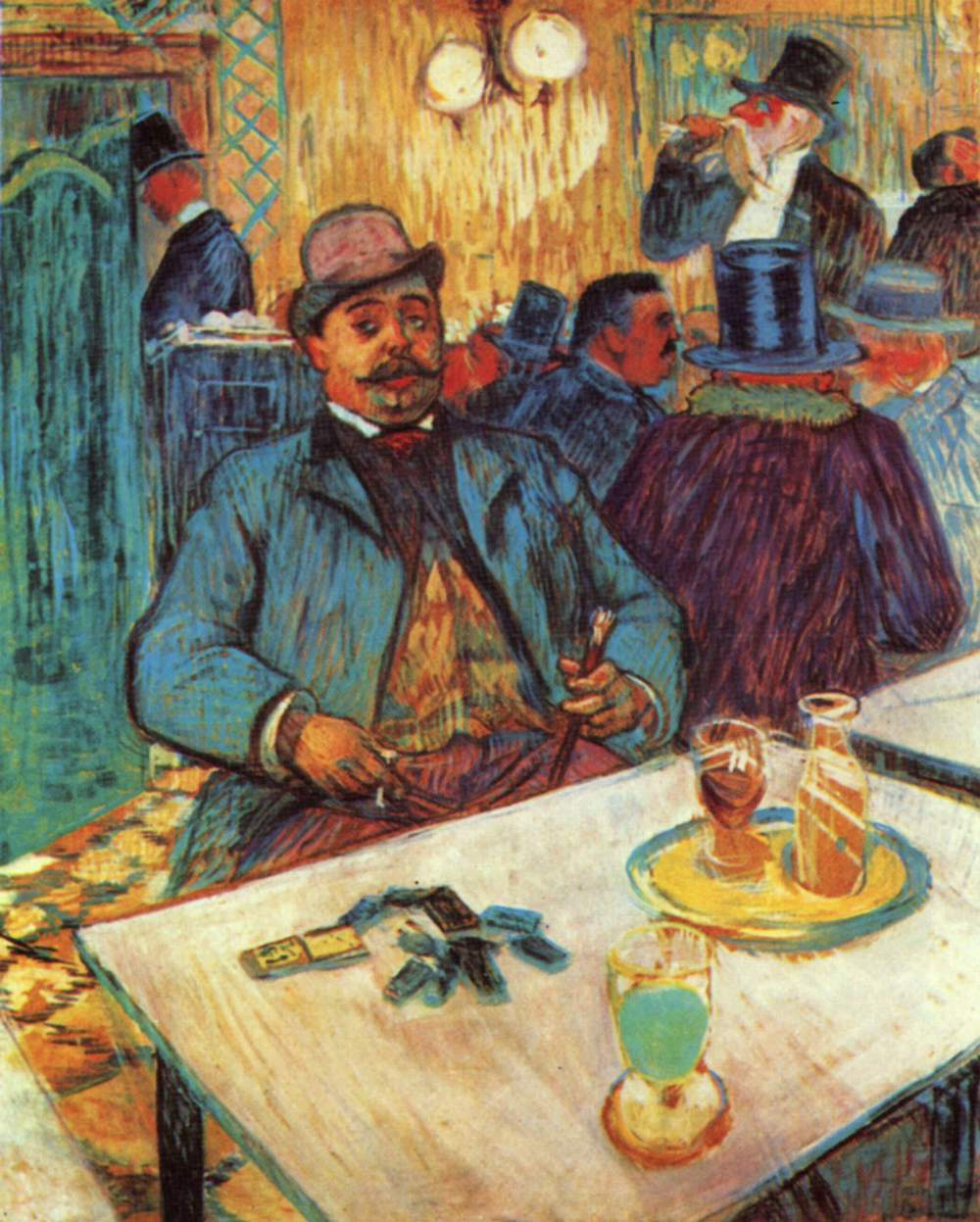
Monsieur Boileau (1893)
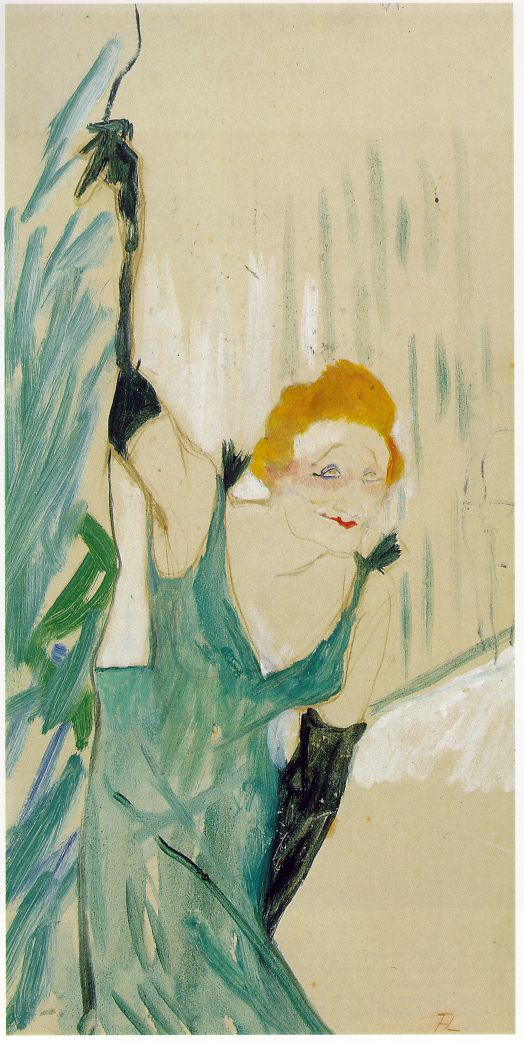
Yvette Guilbert saludando (1894)
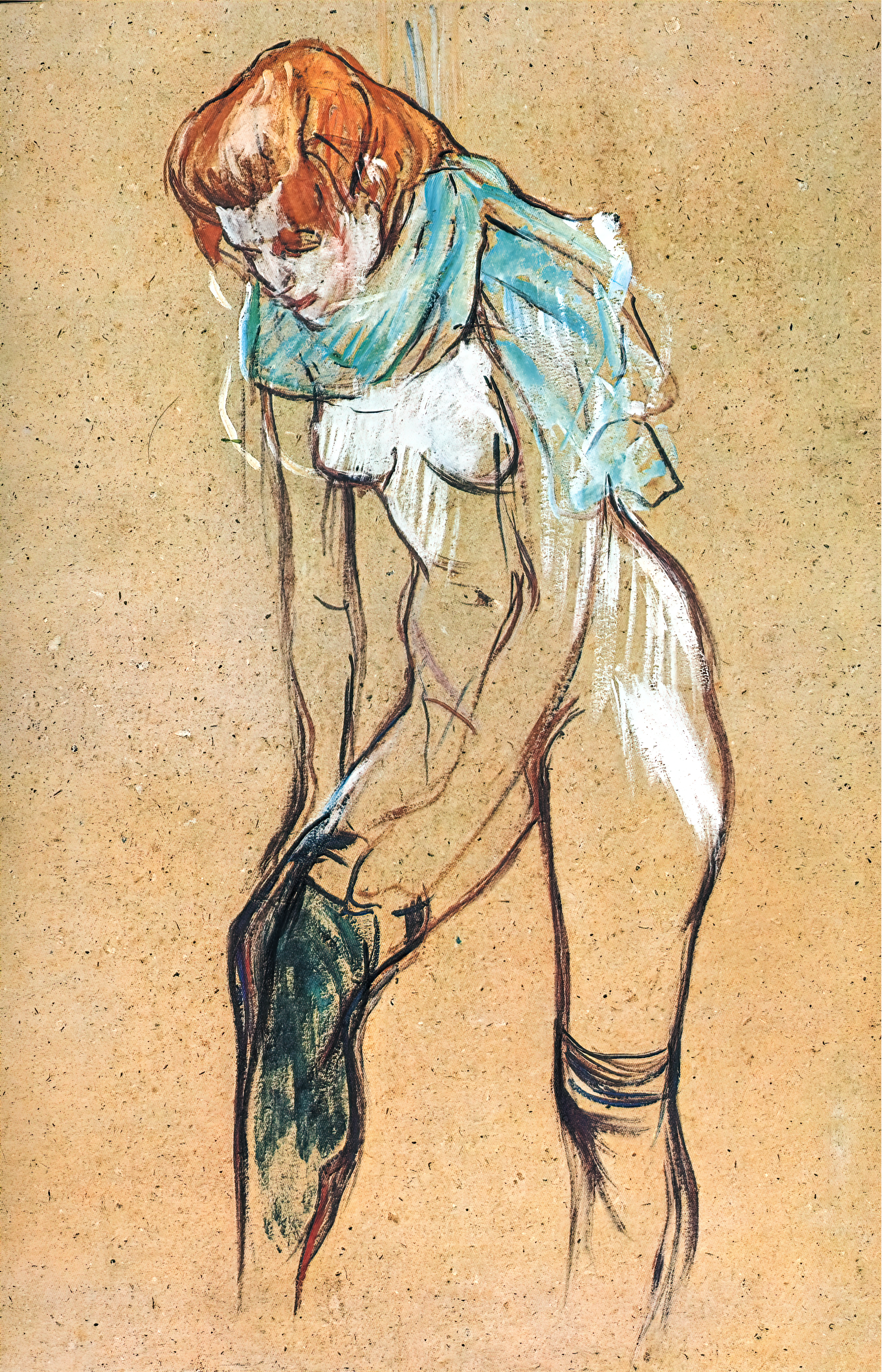
Mujer subiéndose la media (1894)
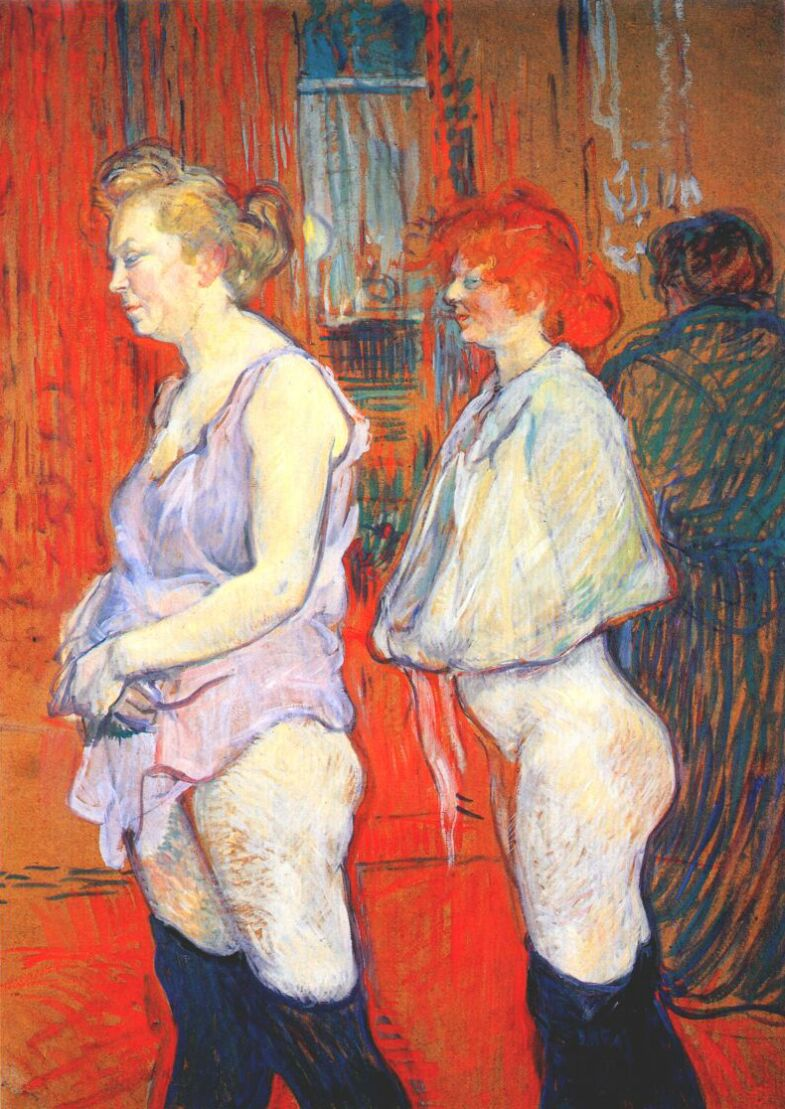
La inspección médica (1894)
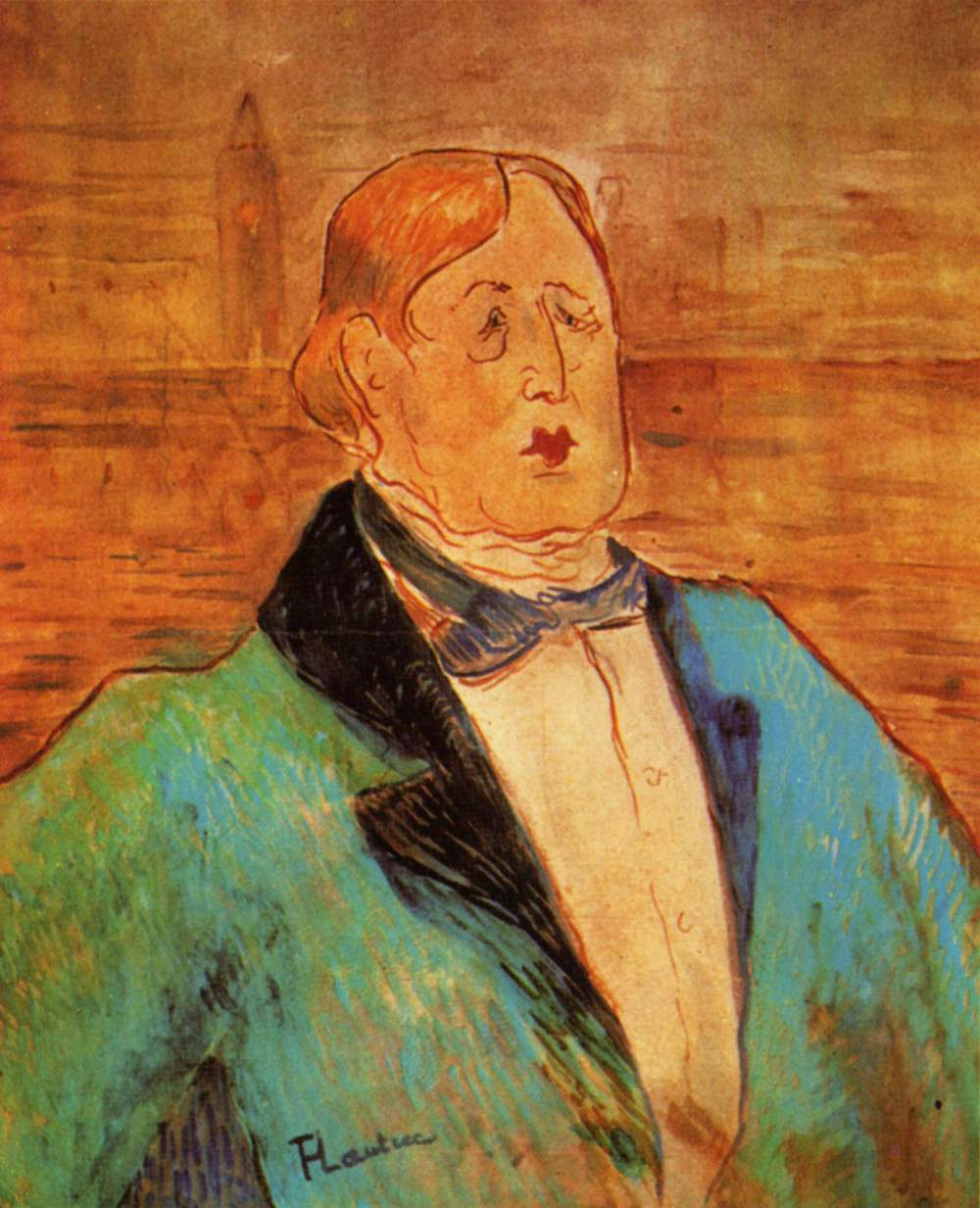
Oscar Wilde (1895)
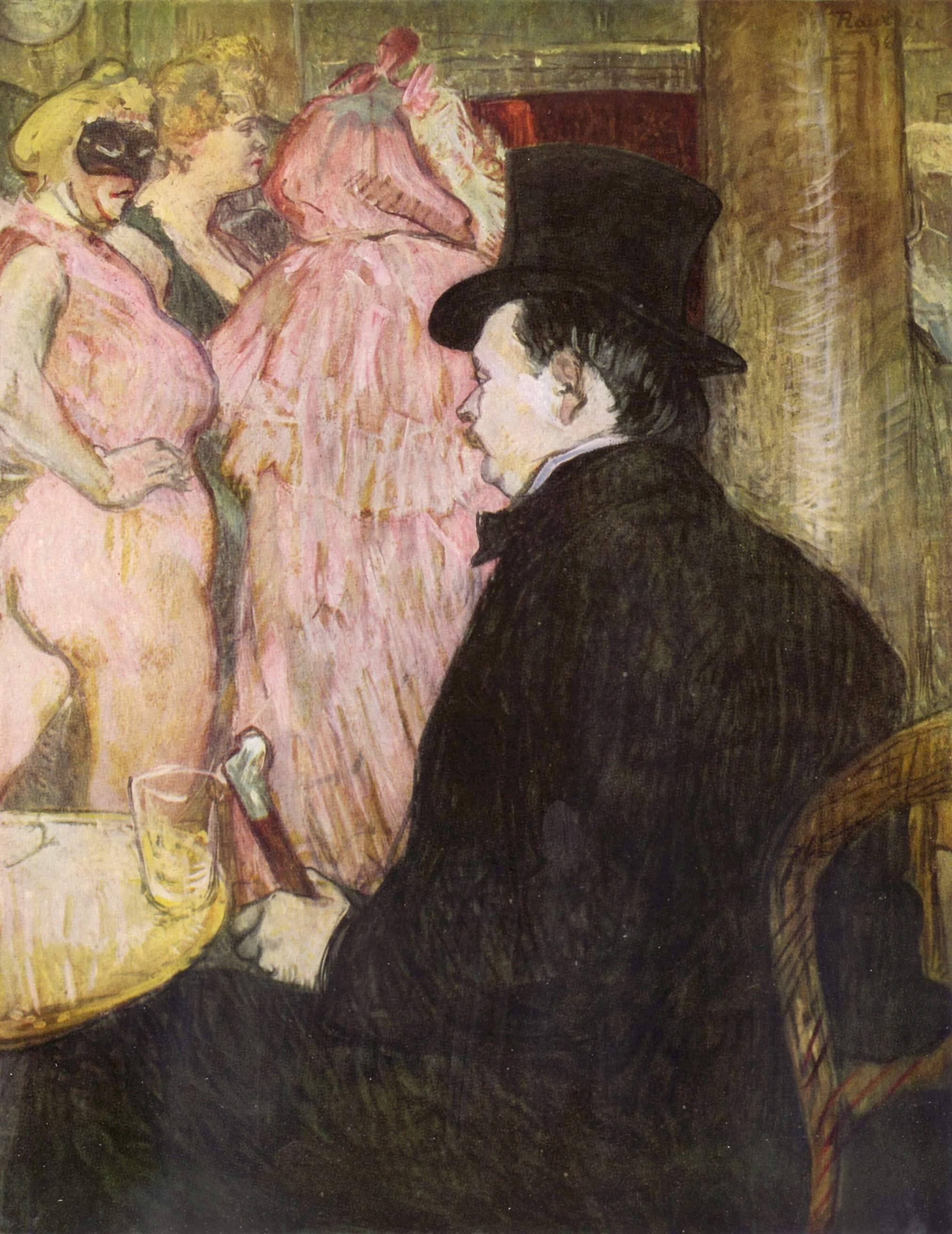
Maxime Dethomas (1896)
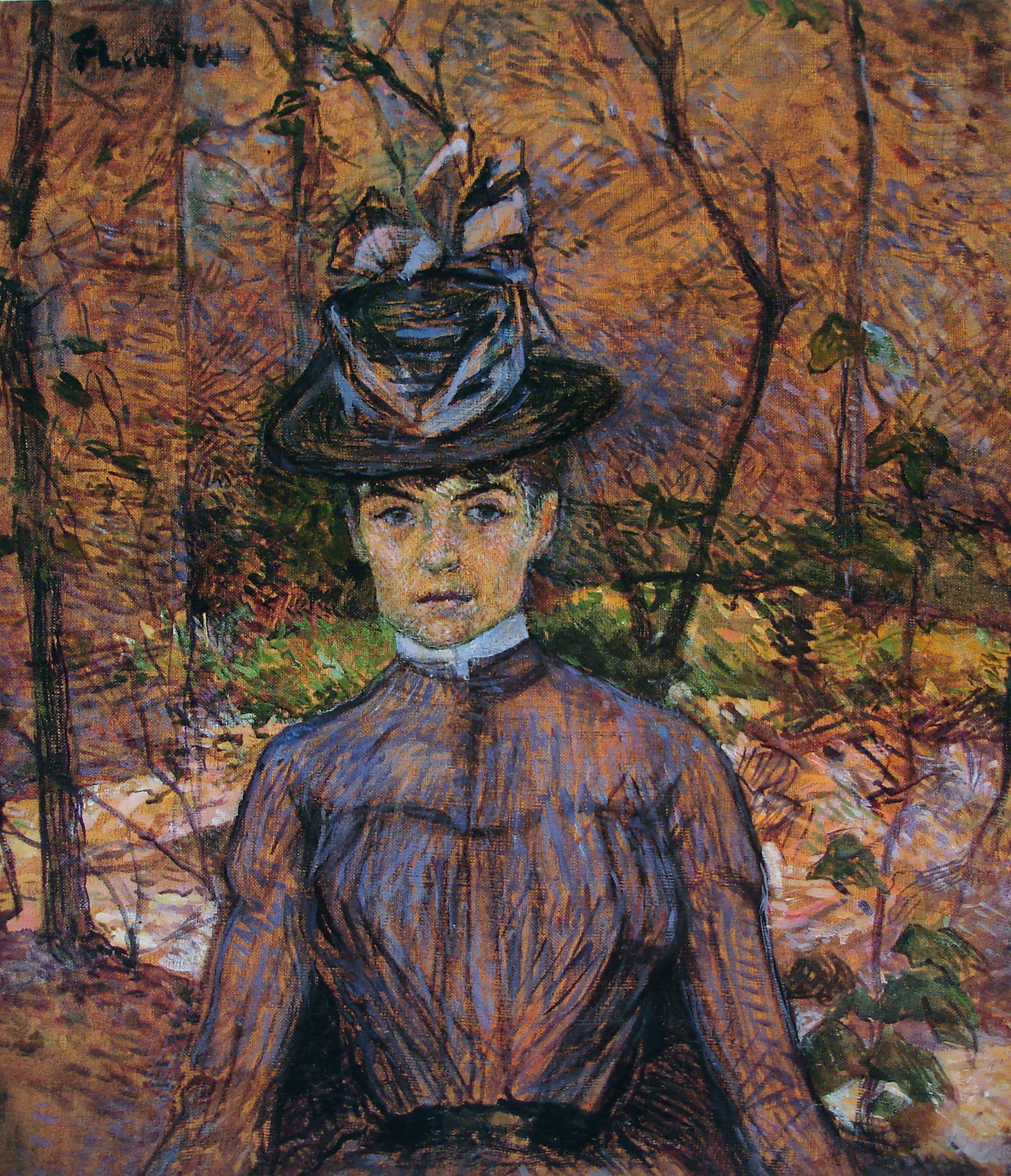
Retrato de Suzanne Valadon (Madame Suzanne Valadon, artista pintora)

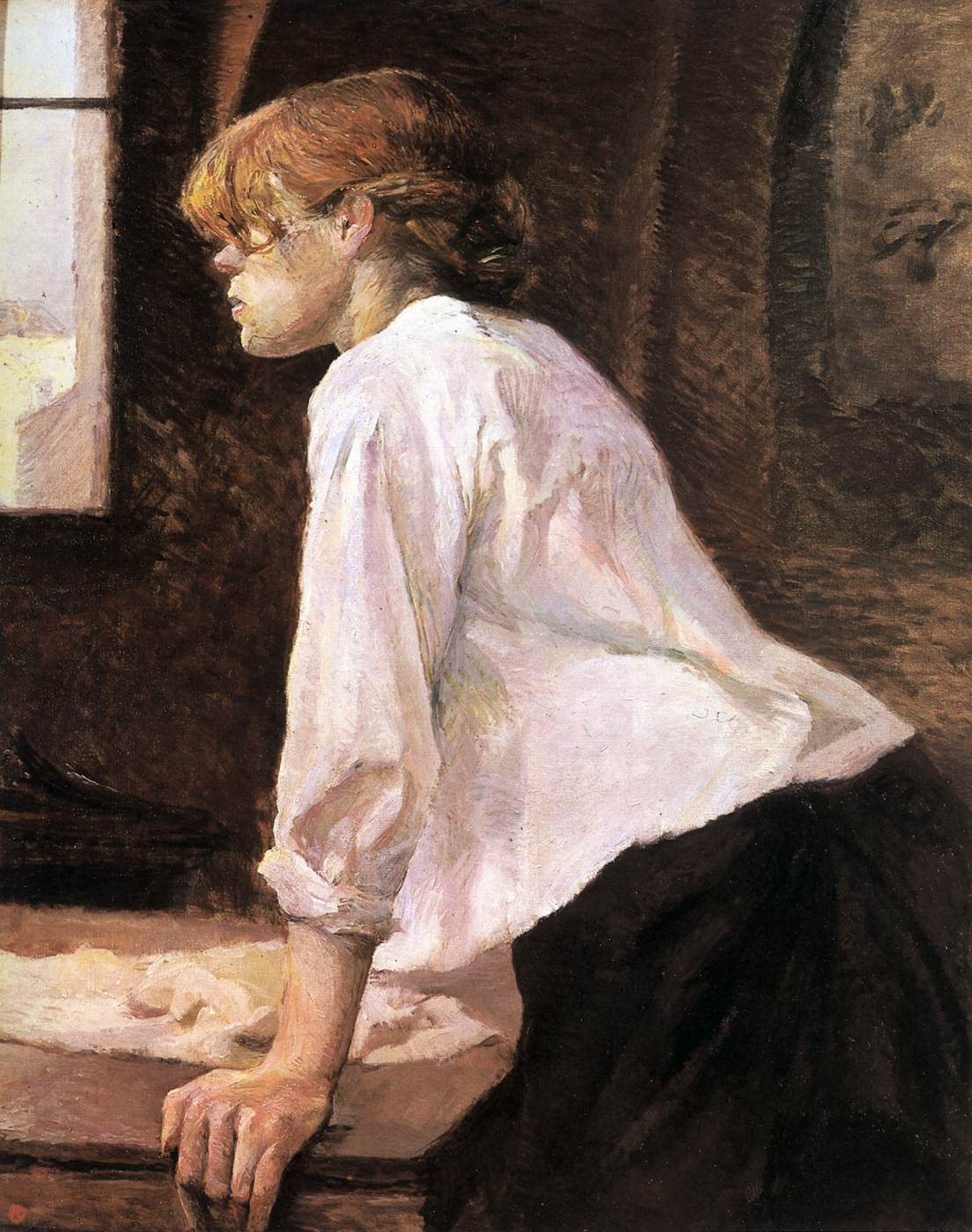
La lavandera (1884-1888)
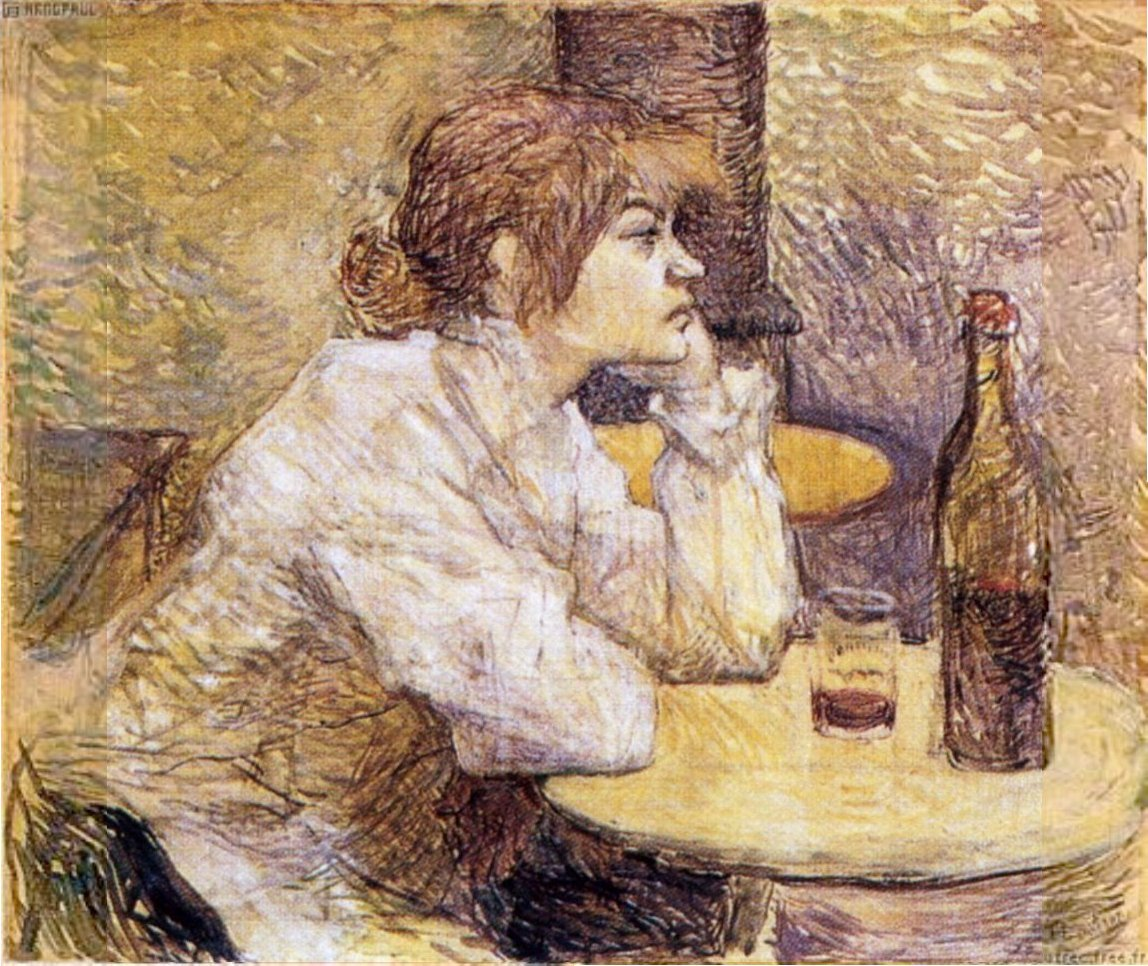
Suzanne Valadon.
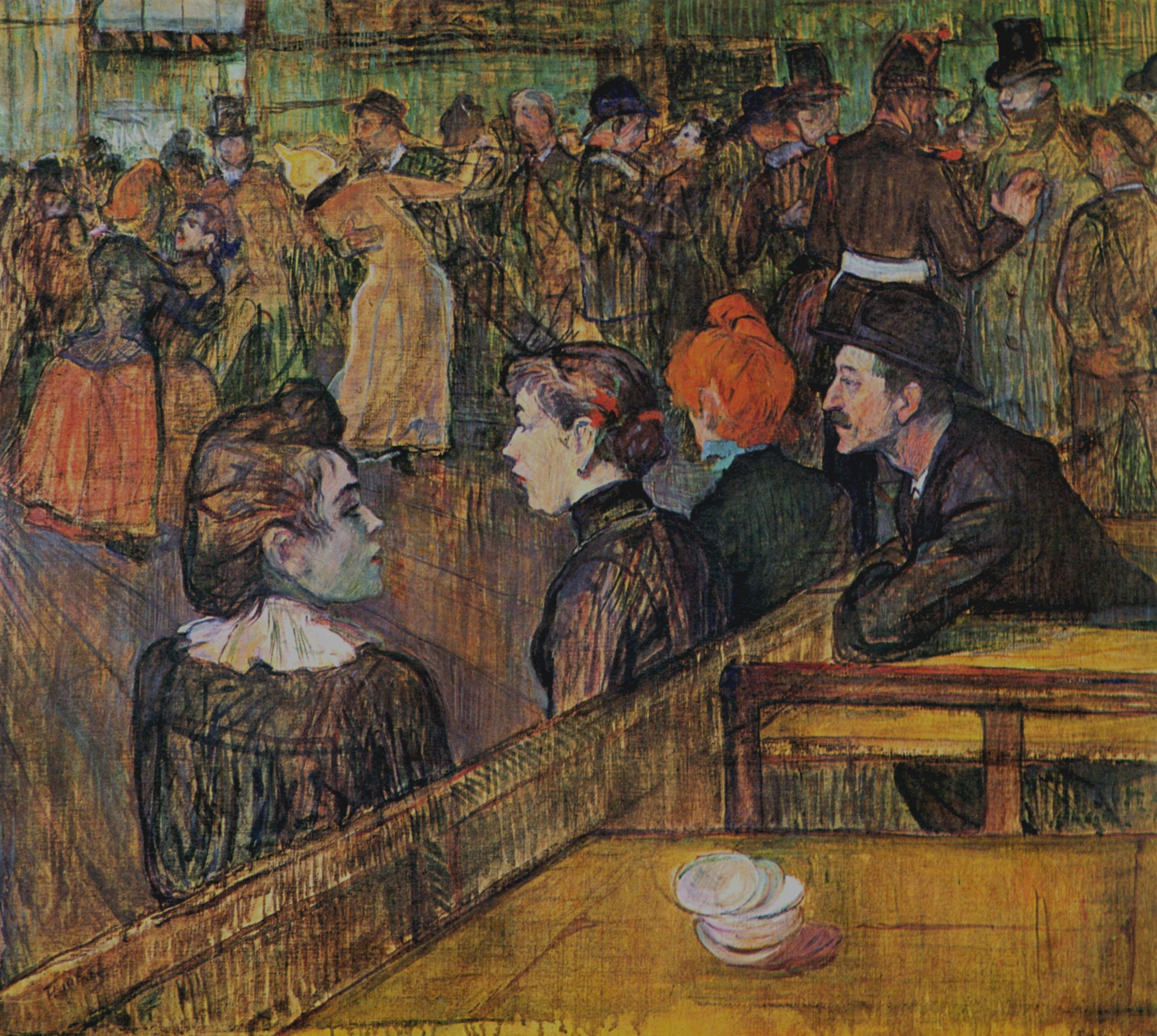
Au Moulin de la Galette (1889)
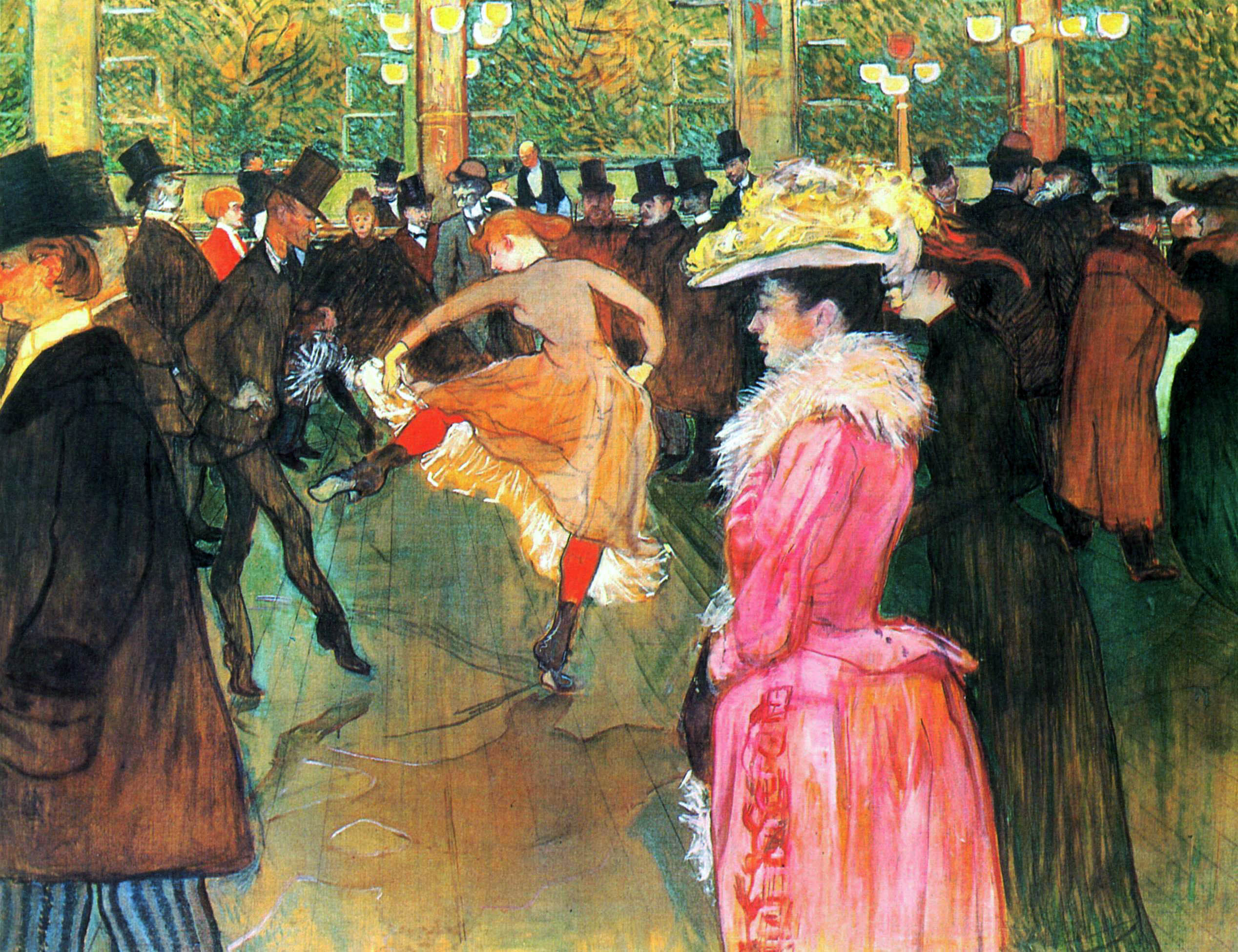
Baile en el Moulin Rouge (1890)
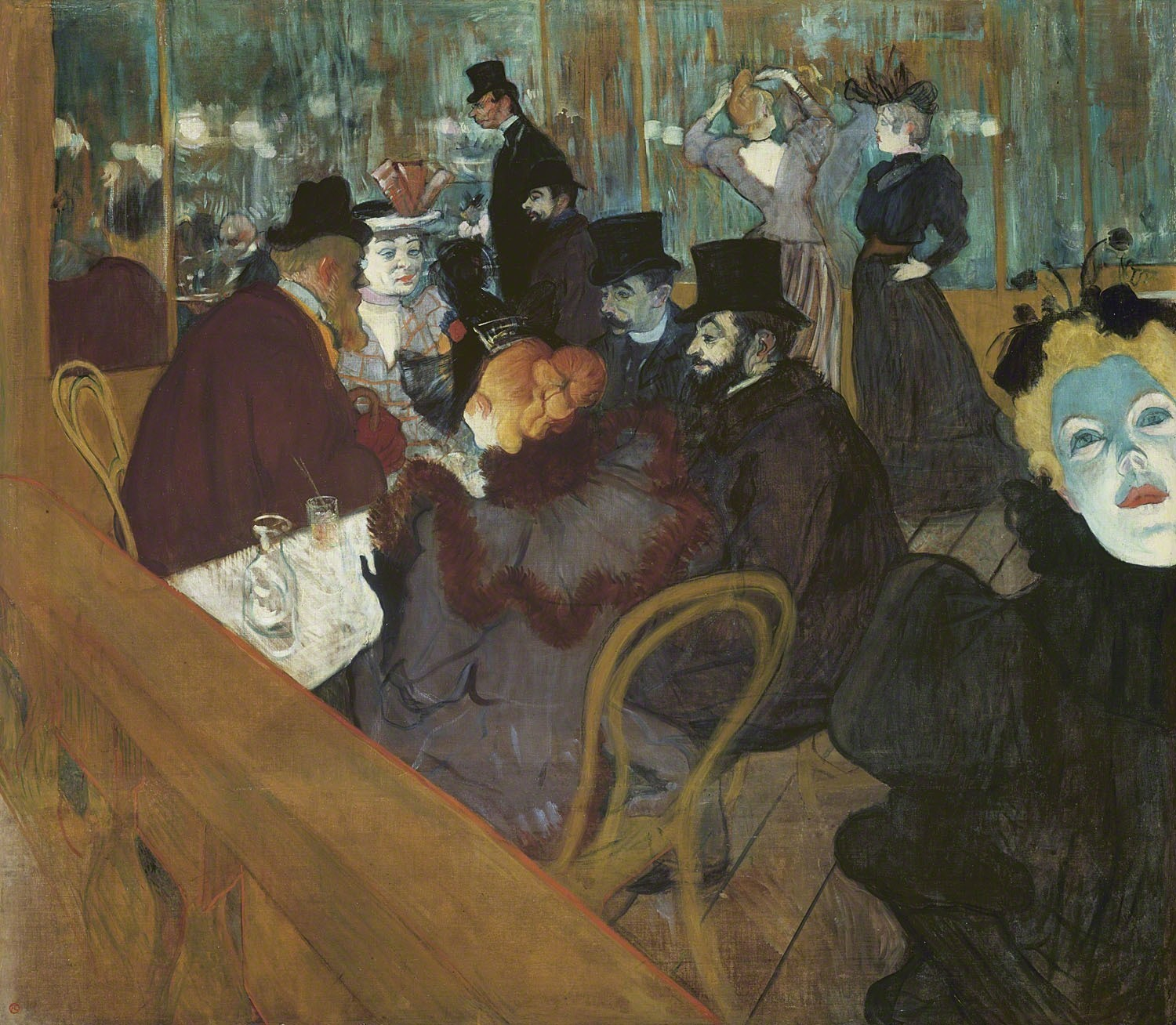
Au Moulin Rouge (1892)
Salón de la Rue des Moulins (1894)
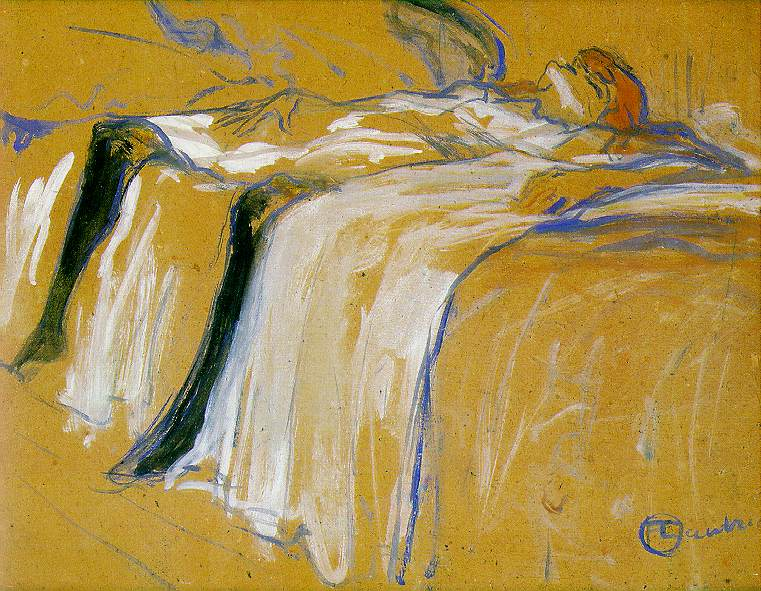
Sola (1896)
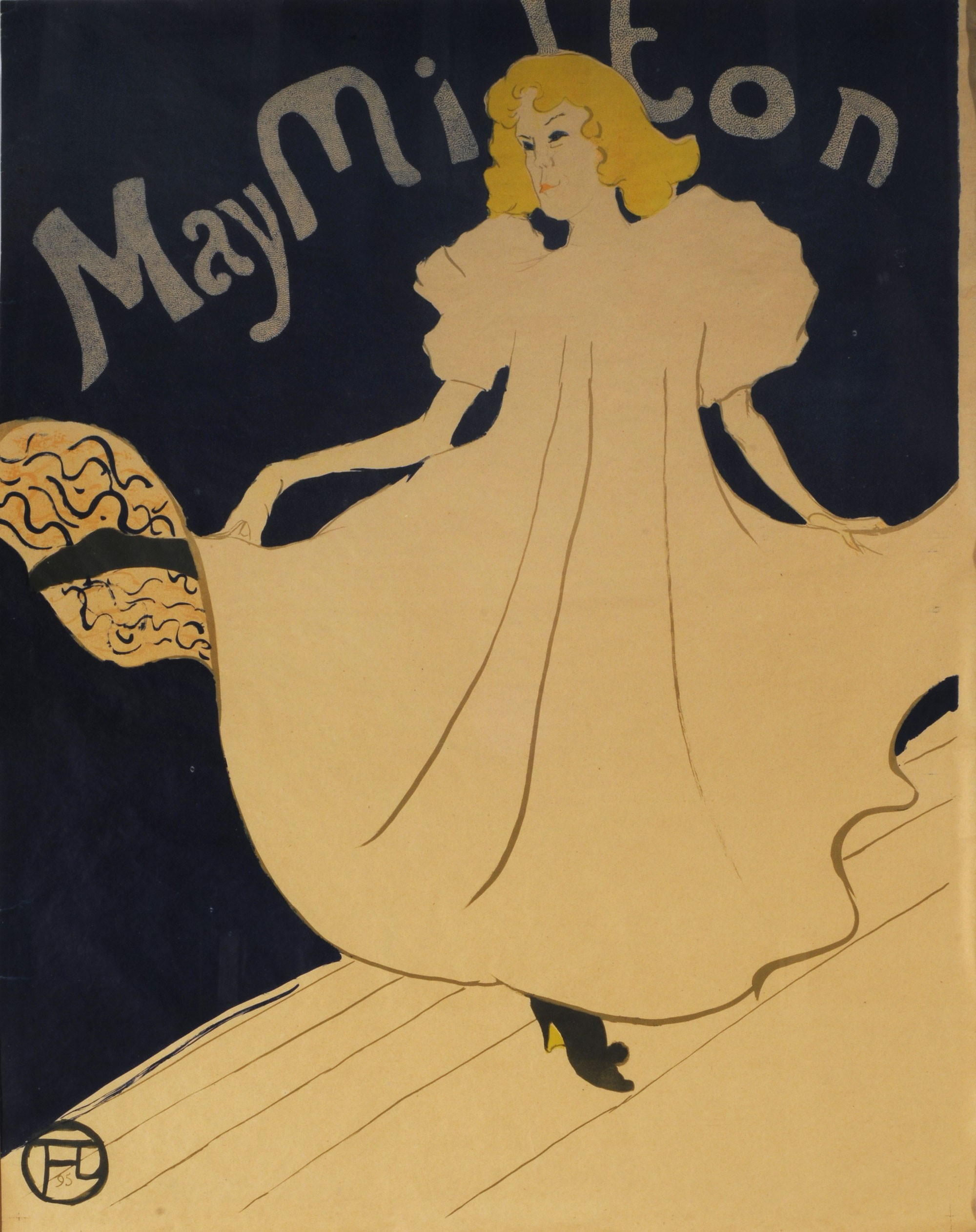
May Milton (1895)

### Carteles

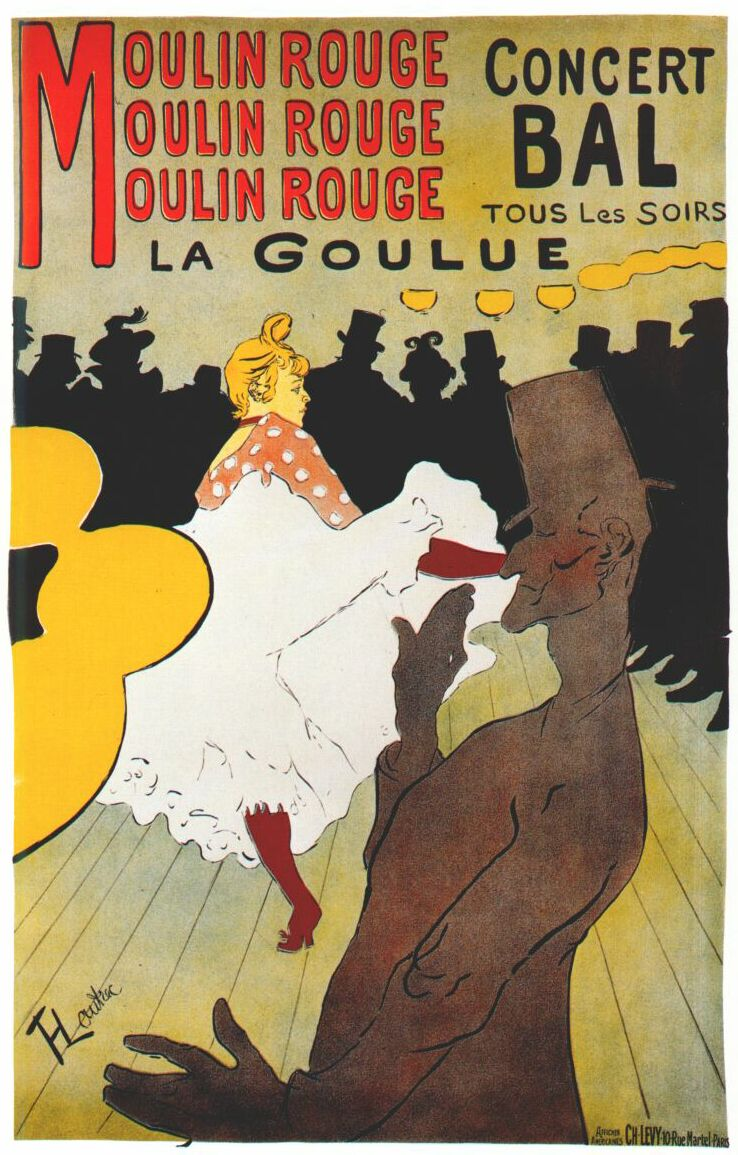
Moulin rouge - La Goulue (1891)
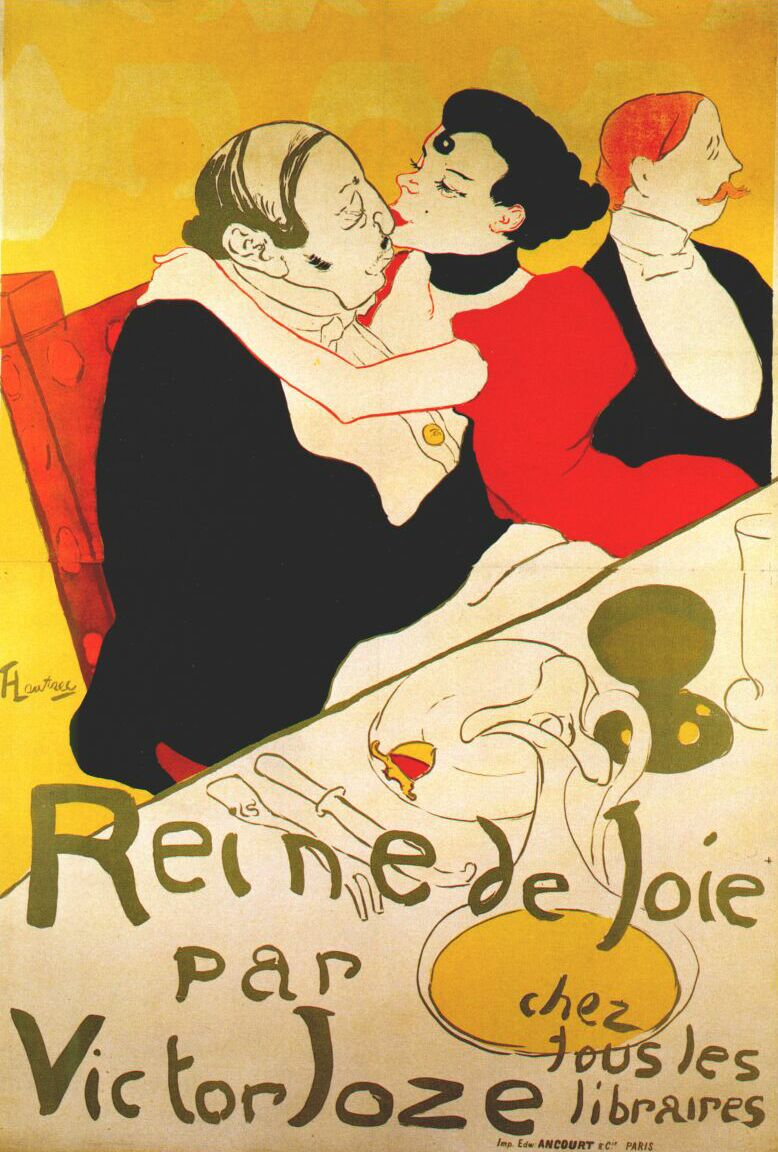
Reine de joie (1892)
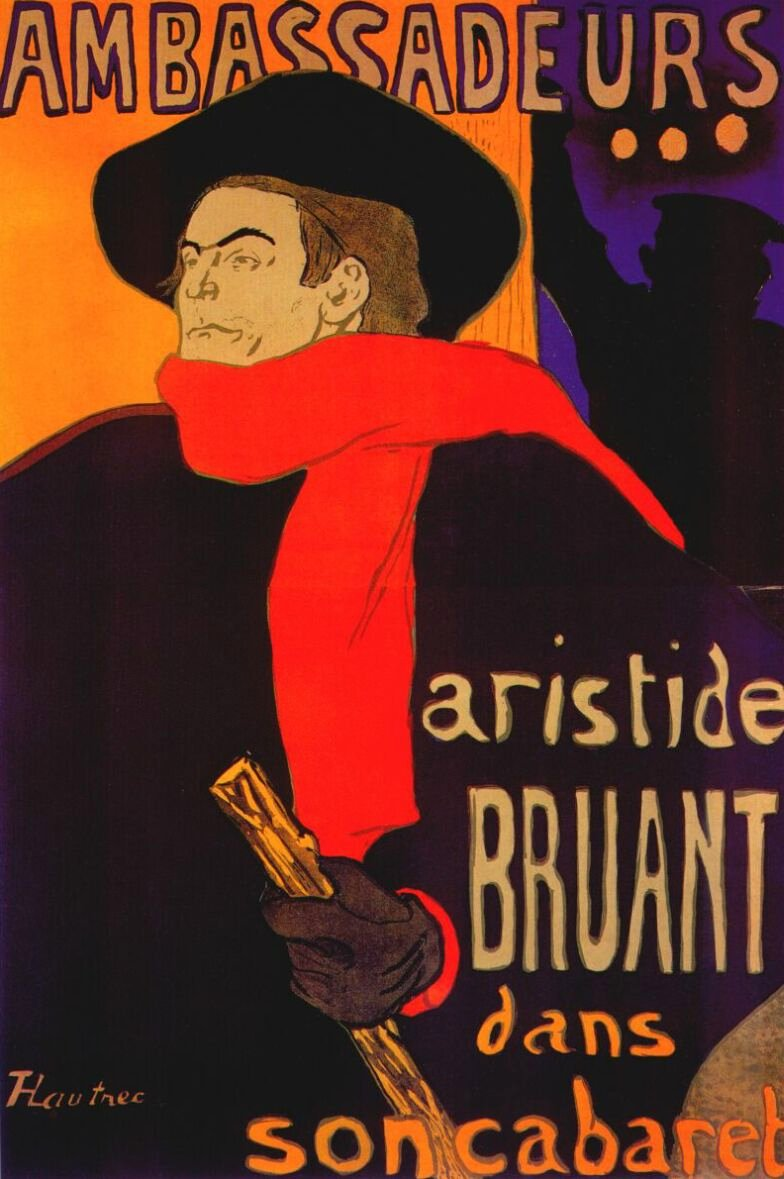
Aristide Bruant en su cabaret
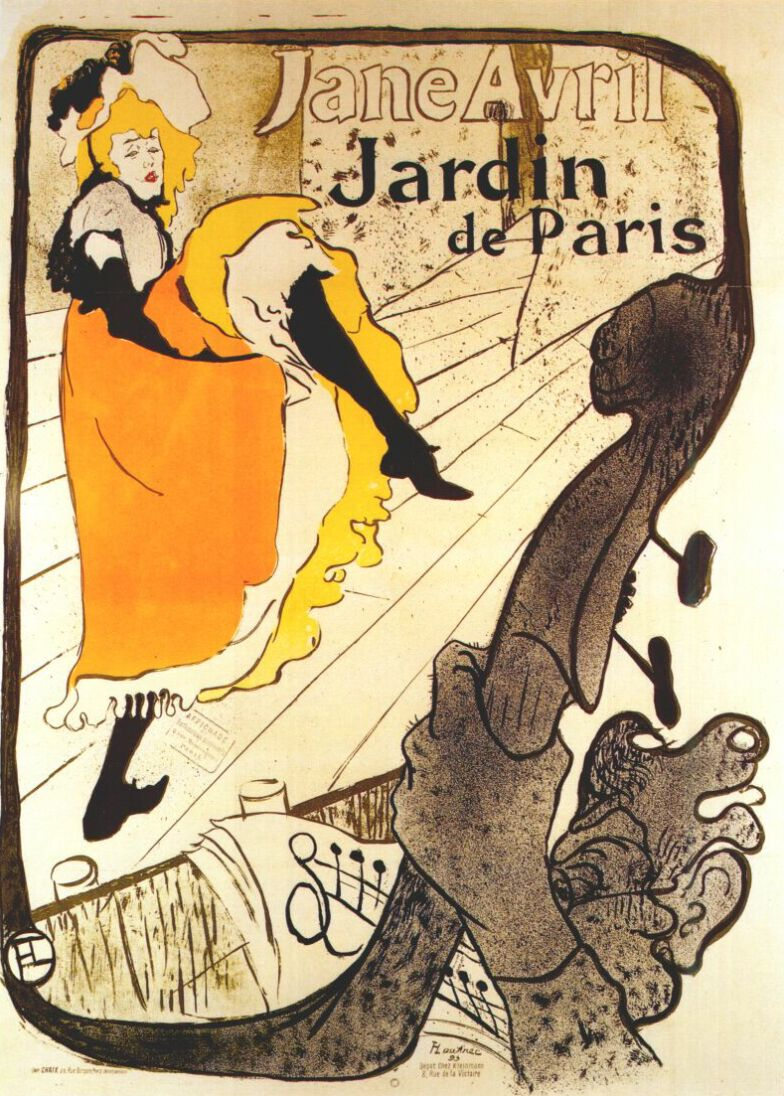
Jane Avril baila en el Jardins de Paris
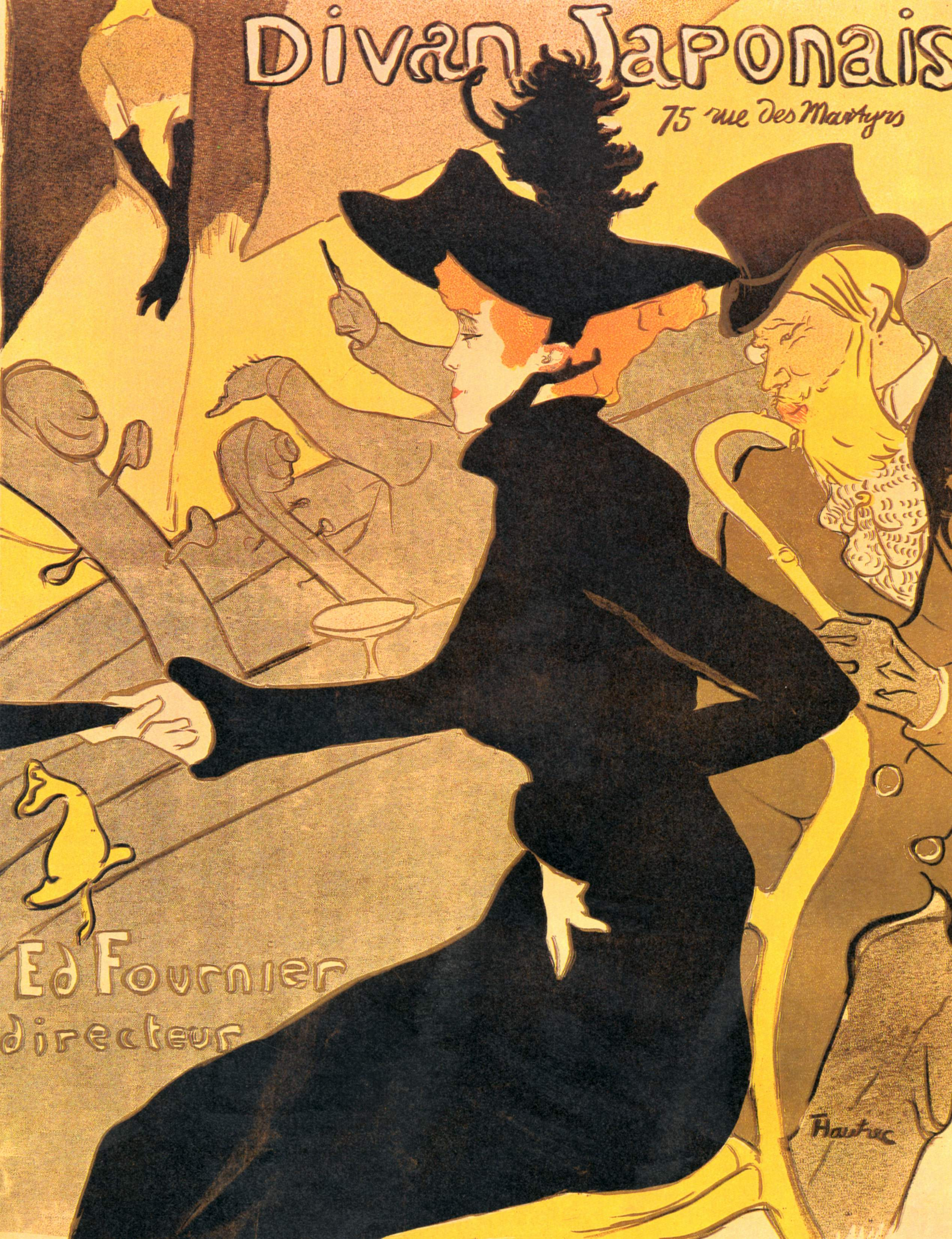
Divan japonais (1892-1893)
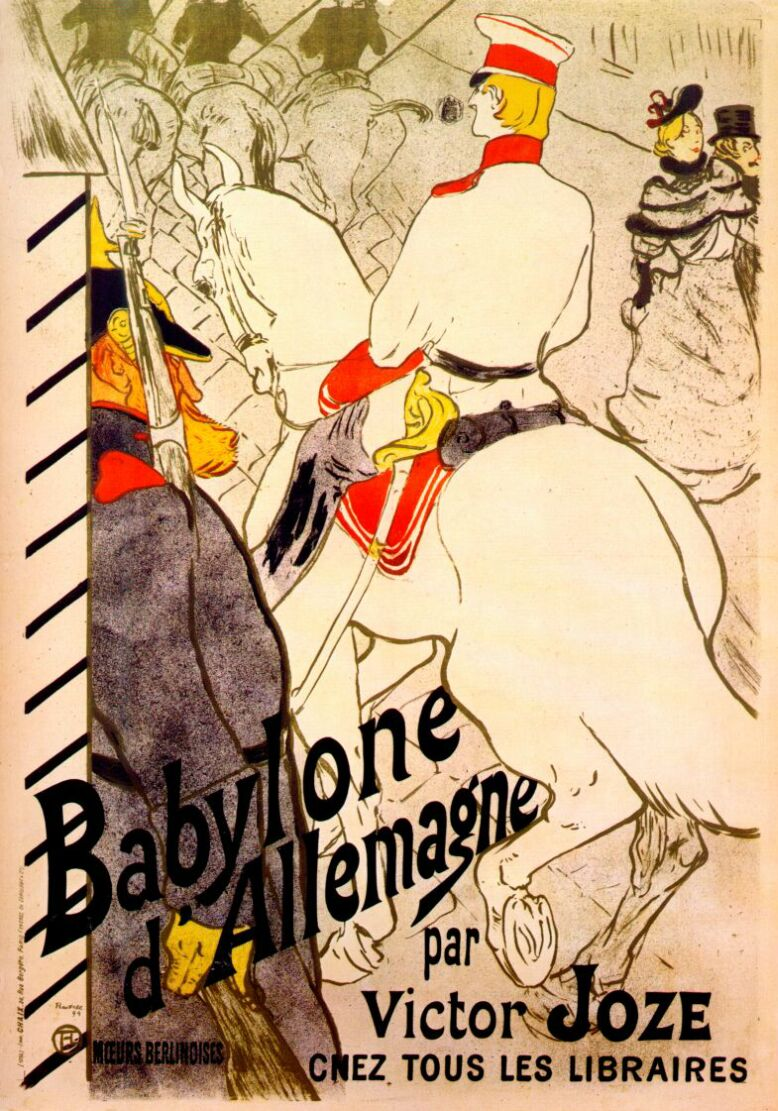
Babylone d'allemagne (1894)

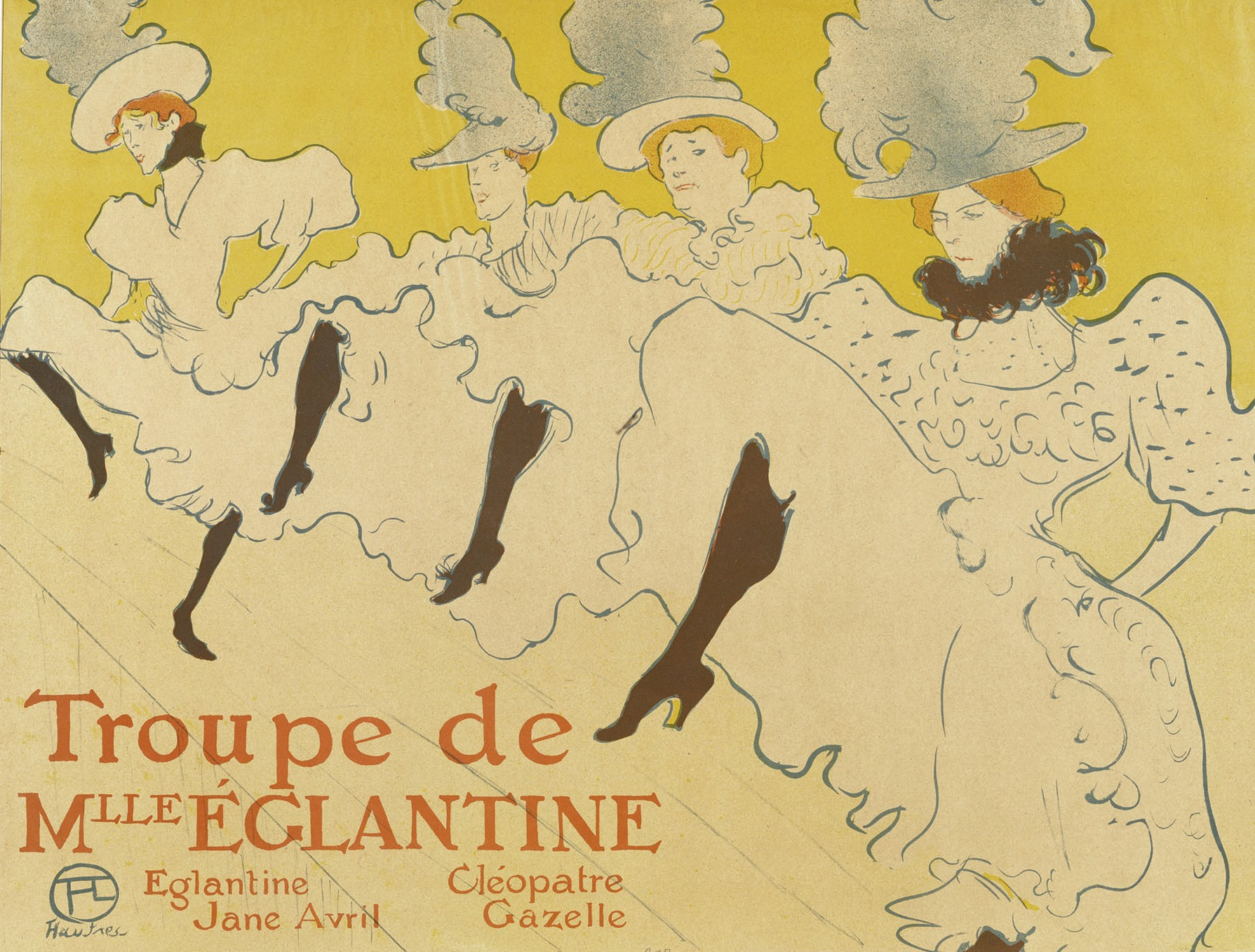
Troupe de Mlle Églantine
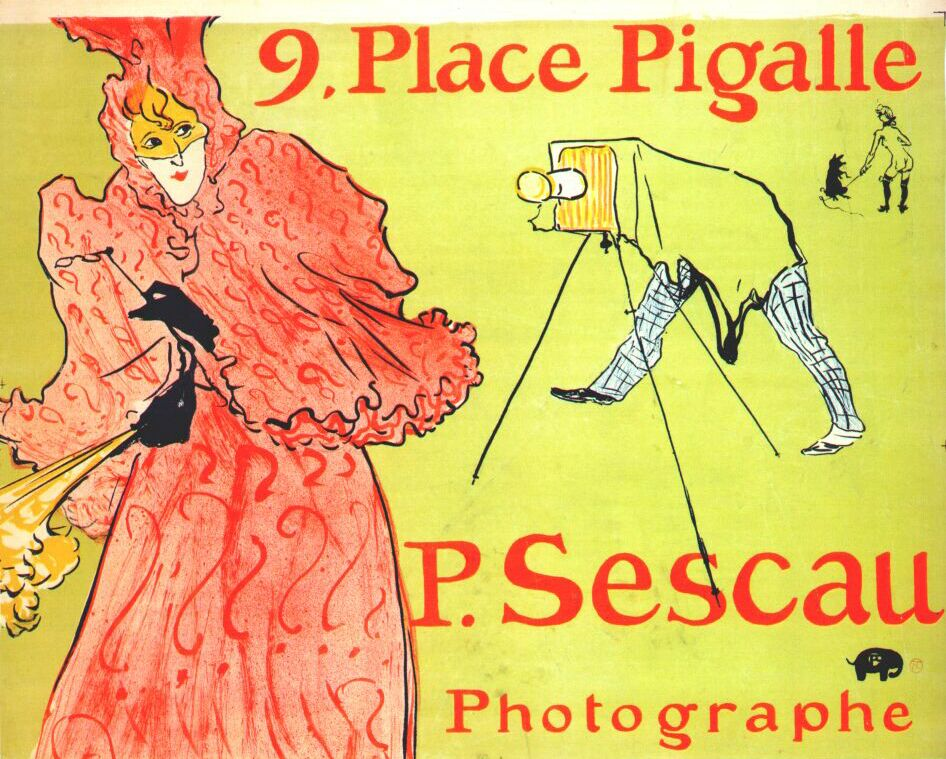
Sescau Photographe (1894)
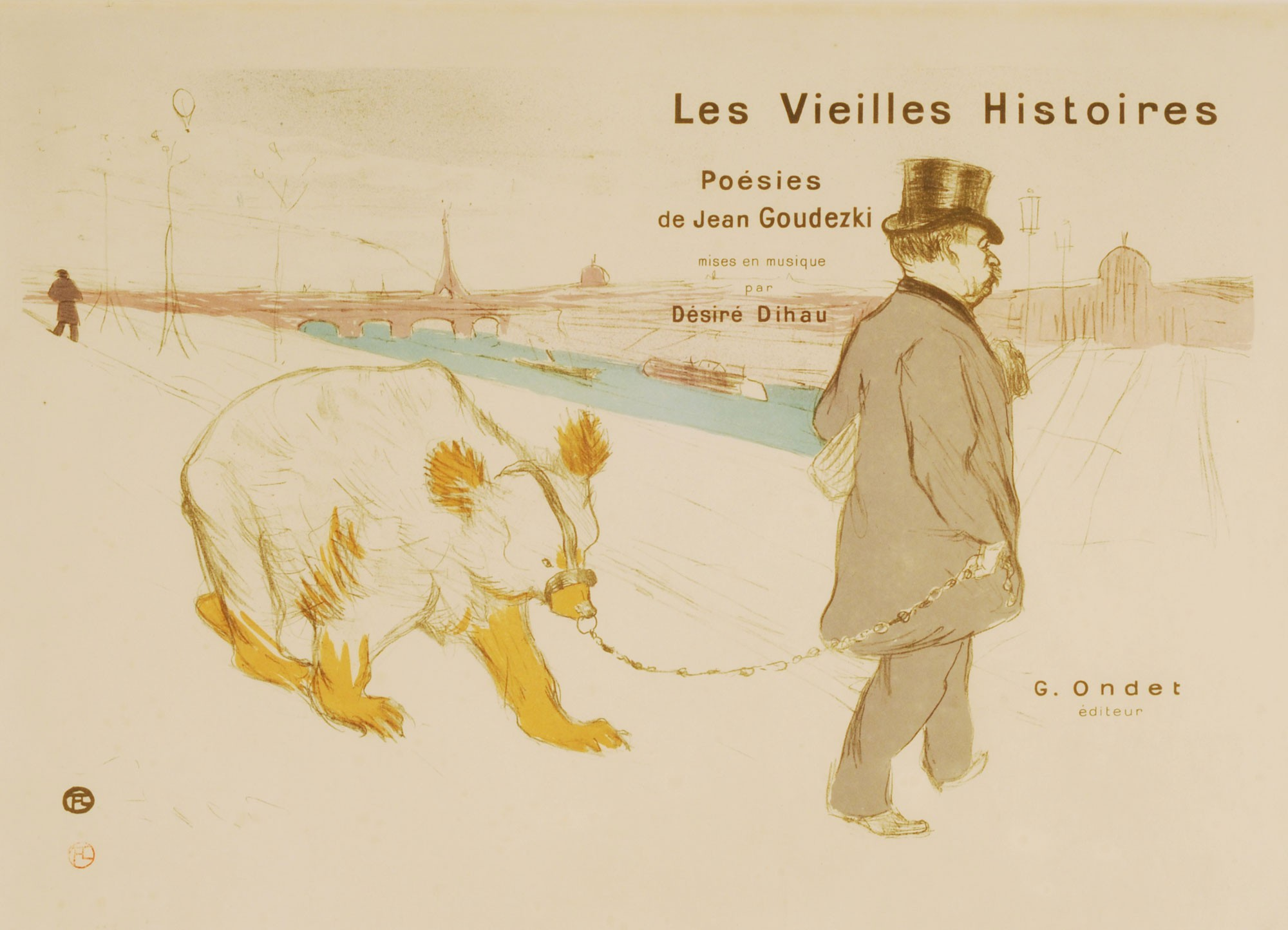
Les Vieilles Histoires

### Fotografía

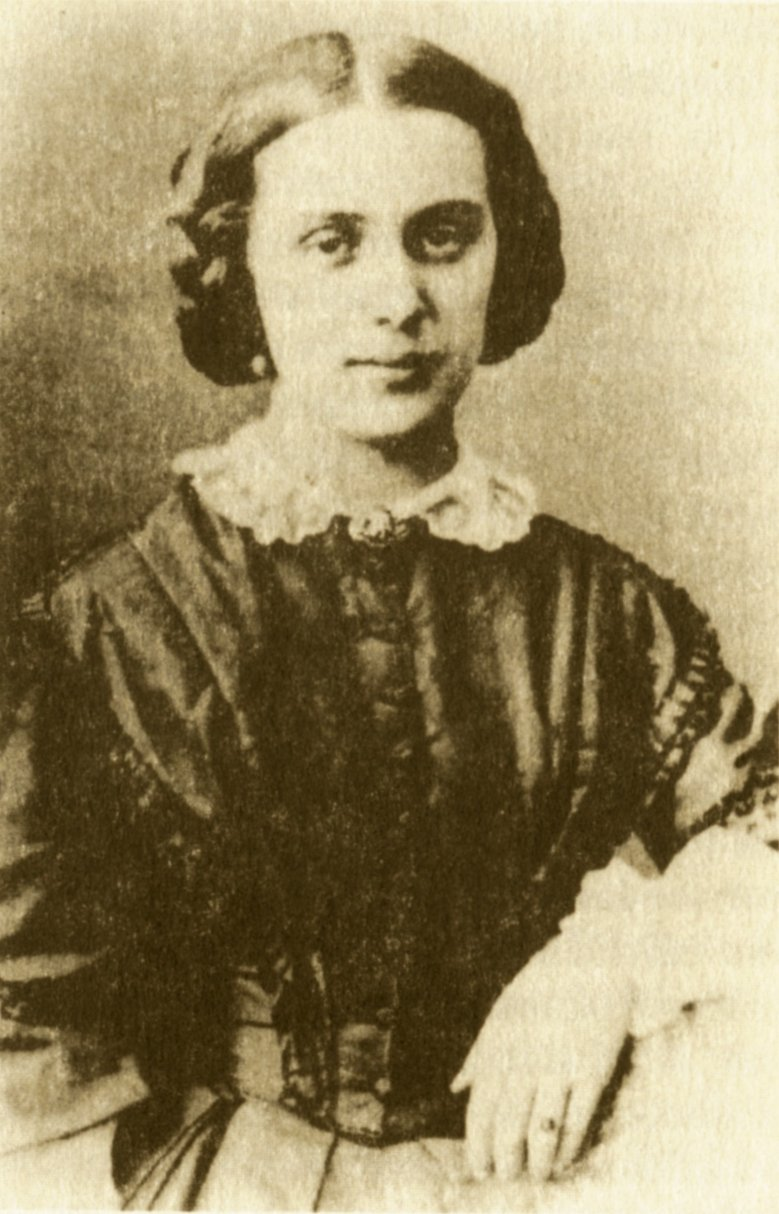
Condesa Adèle de Toulouse-Lautrec (1860), madre del pintor
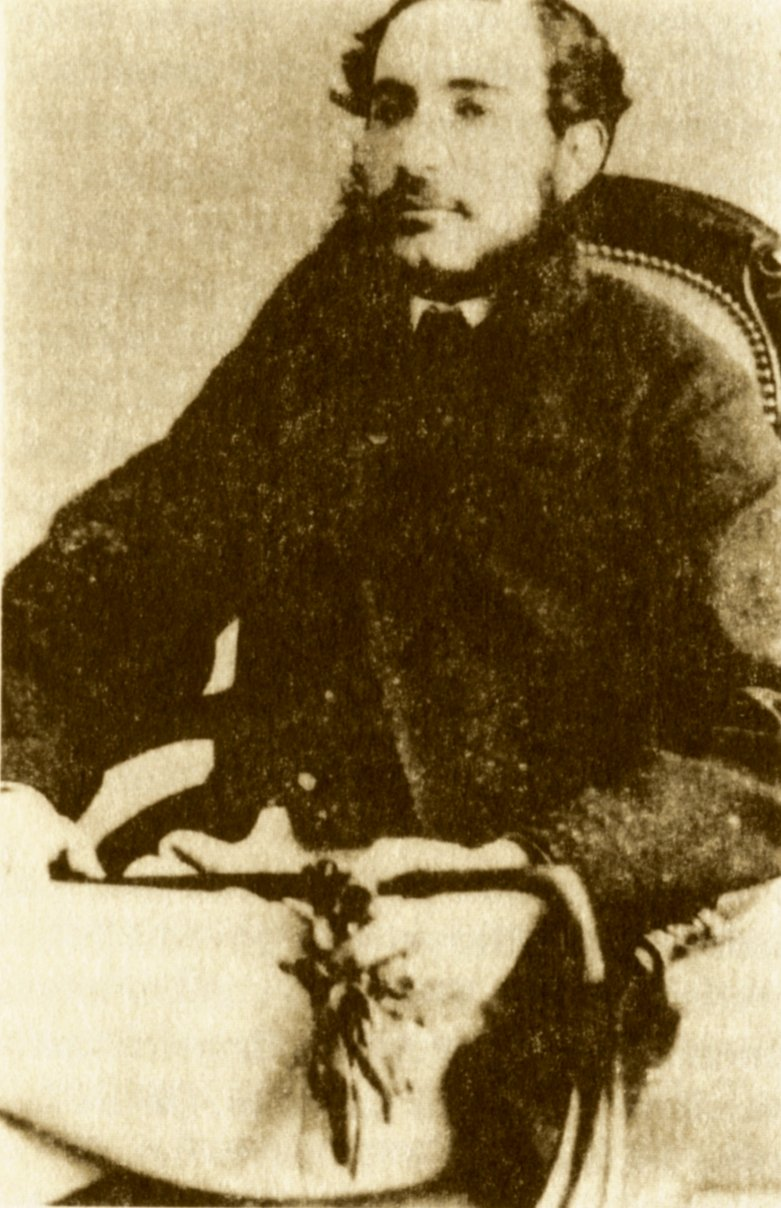
Conde Alphonse de Toulouse-Lautrec, padre del pintor
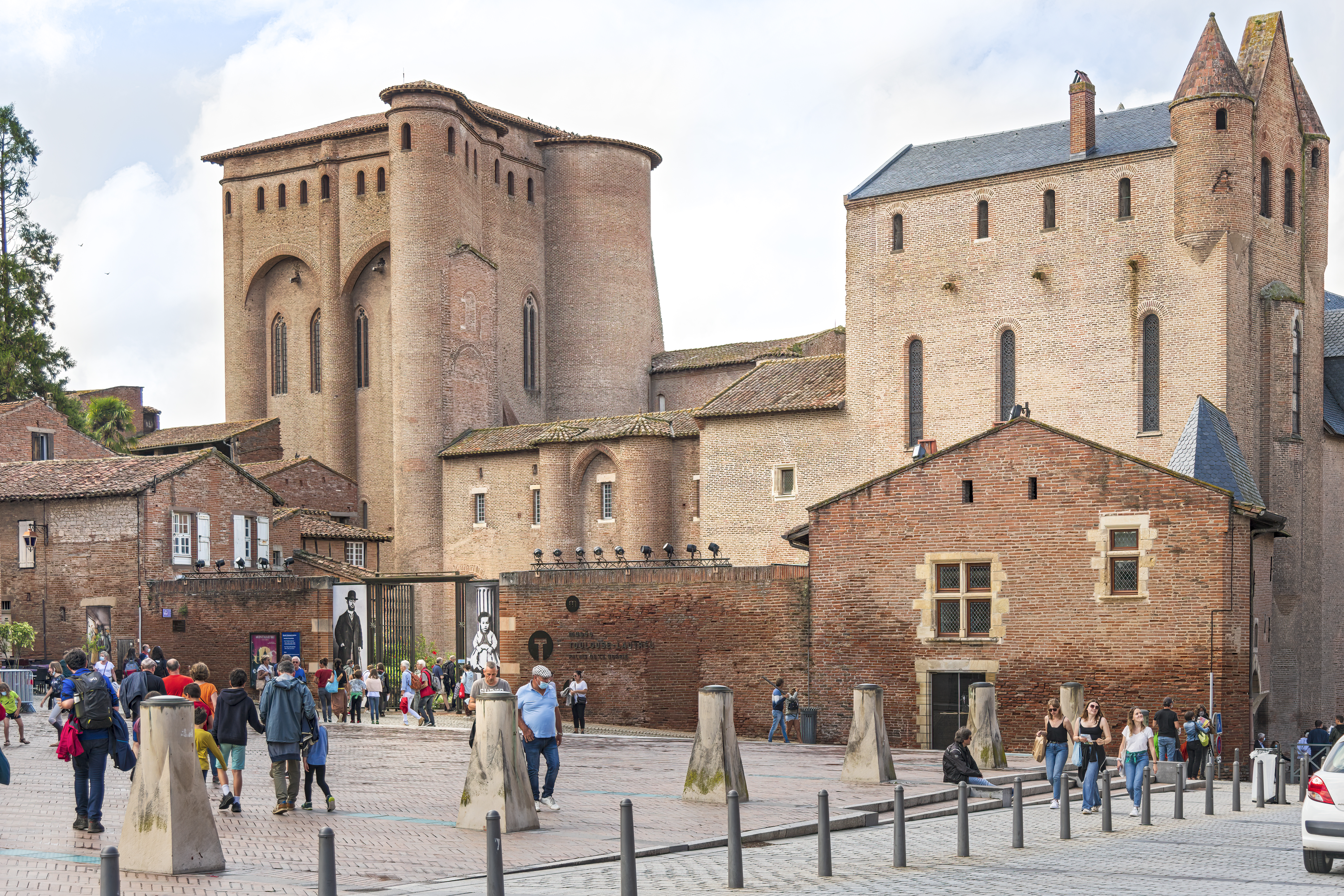
El museo Toulouse-Lautrec,[4] fundado por su madre después de su muerte
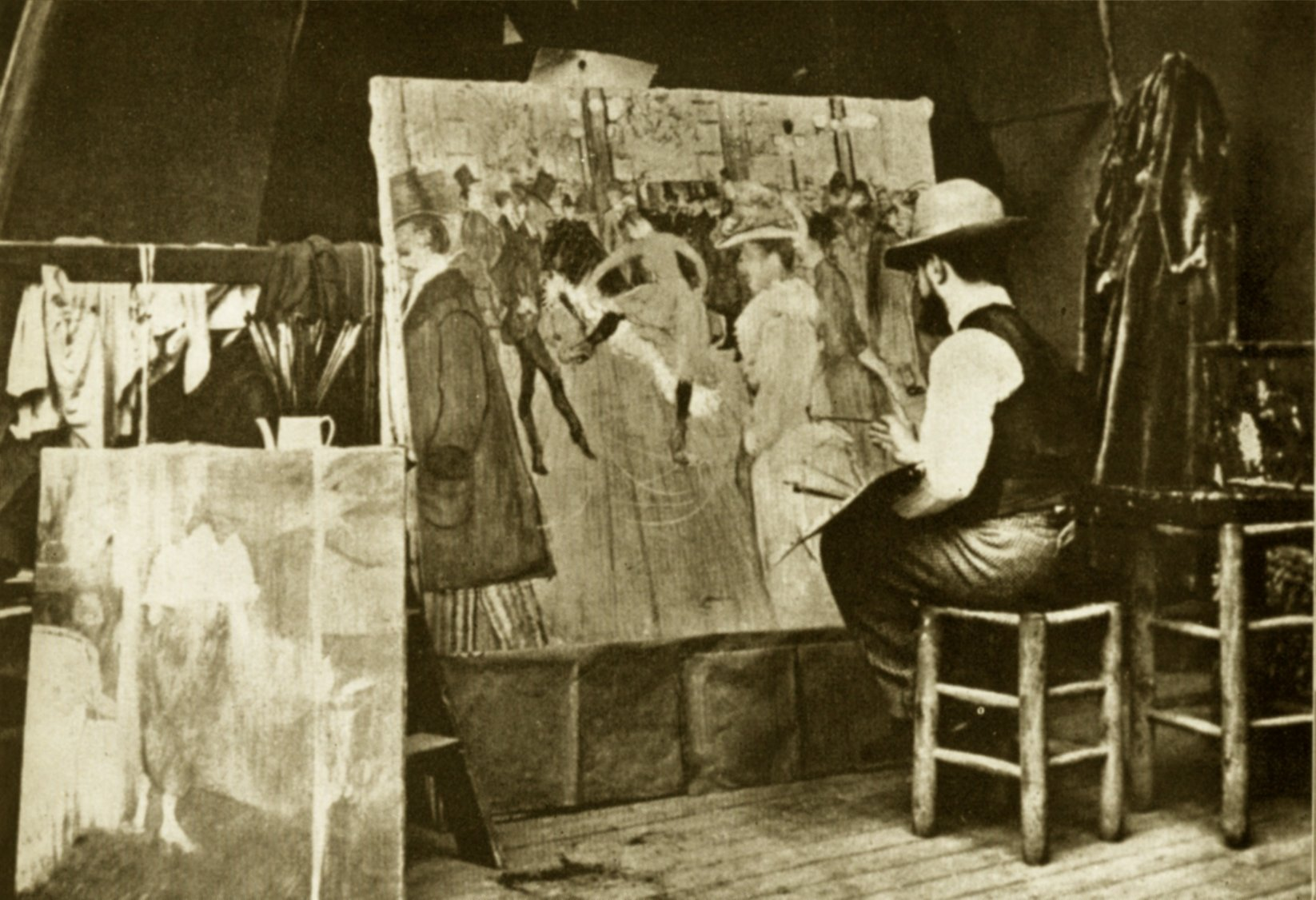
"La fealdad, donde quiera que esté, siempre tiene un lado bello; es fascinante lograr la belleza donde nadie más la puede ver" - Toulouse-Lautrec
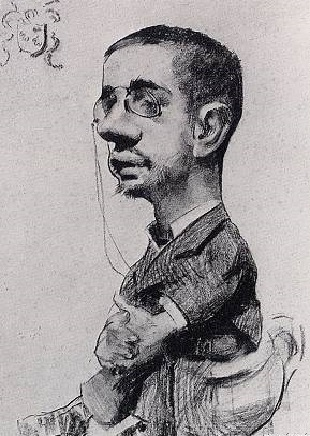
Autorretrato caricaturizado (1882)
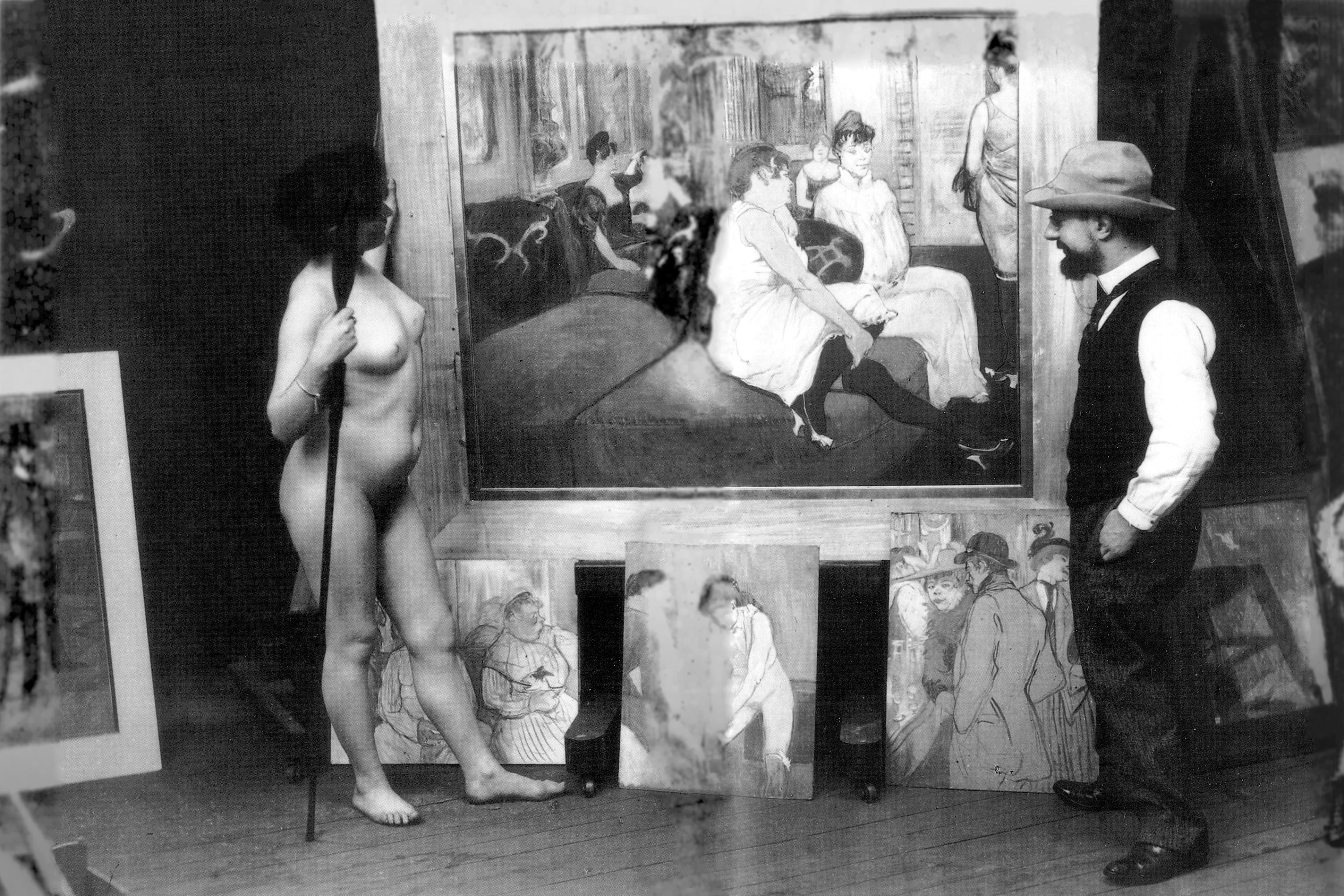
Toulouse-Lautrec en su atelier (1895)
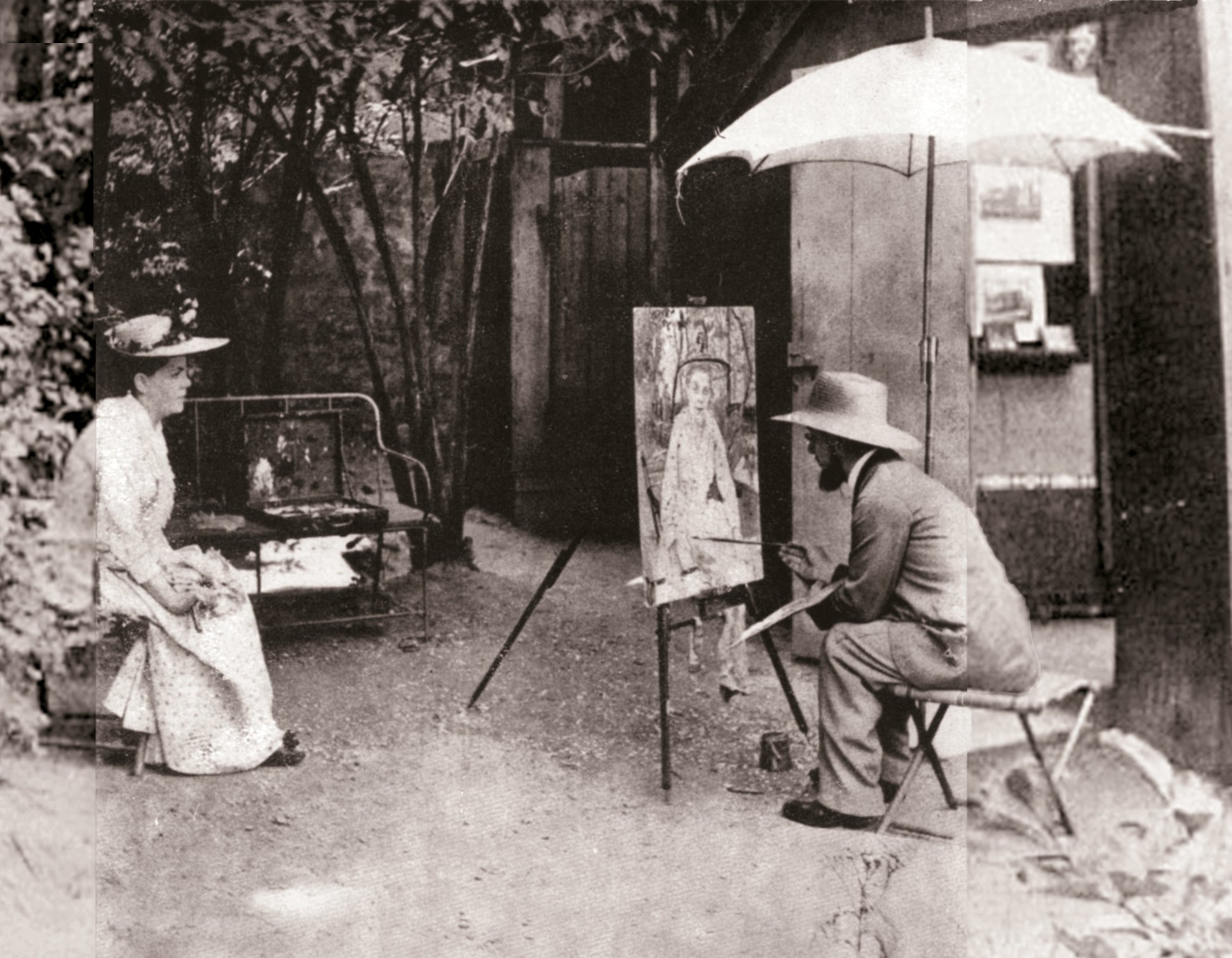
Toulouse-Lautrec pintando el retrato de Berta en Père Foret en Montmartre, París
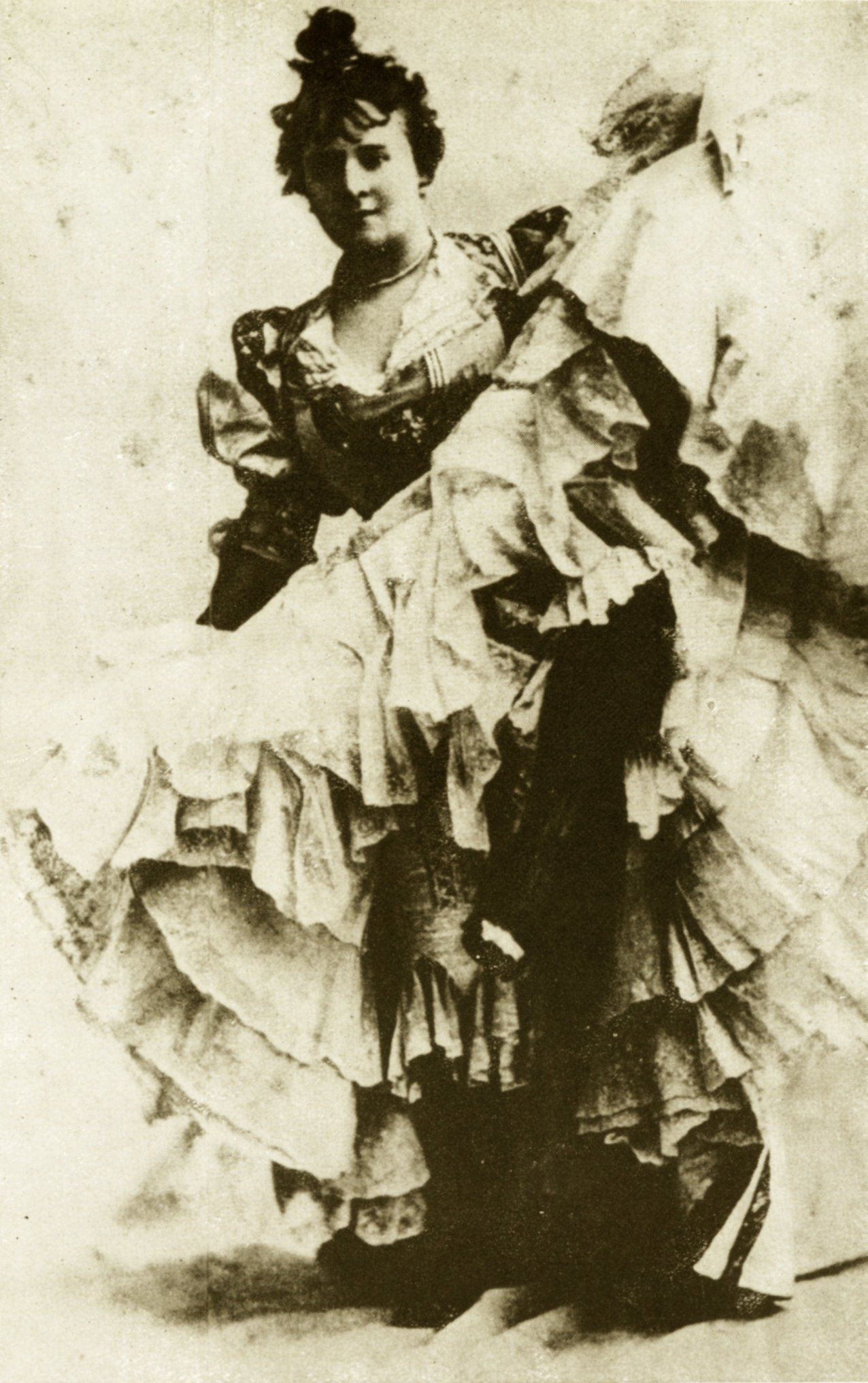
La Goulue (1866-1929)
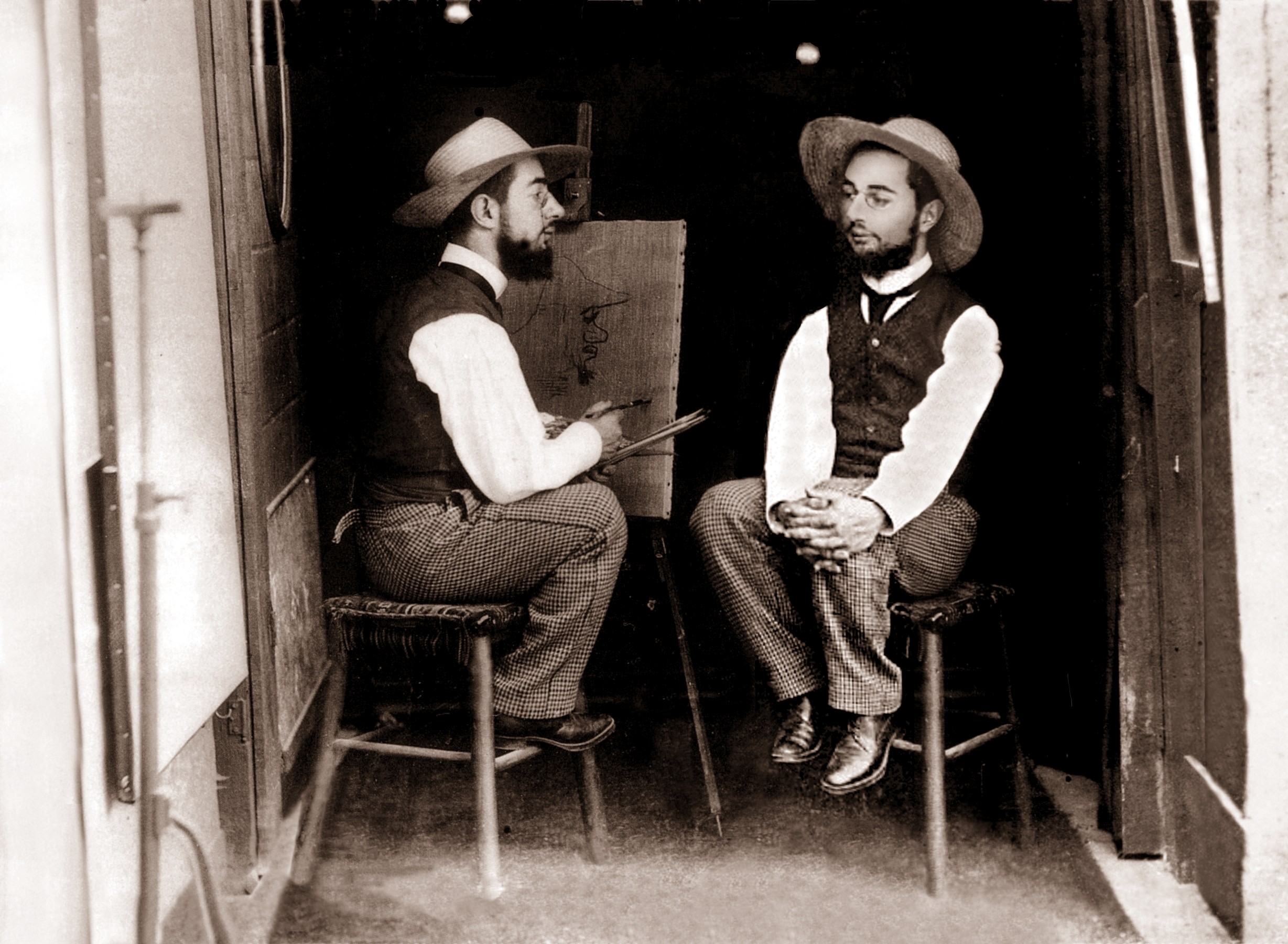
Toulouse Lautrec en su atelier, como pintor y modelo, en un montaje fotográfico de Maurice Guibert (1856-1913)
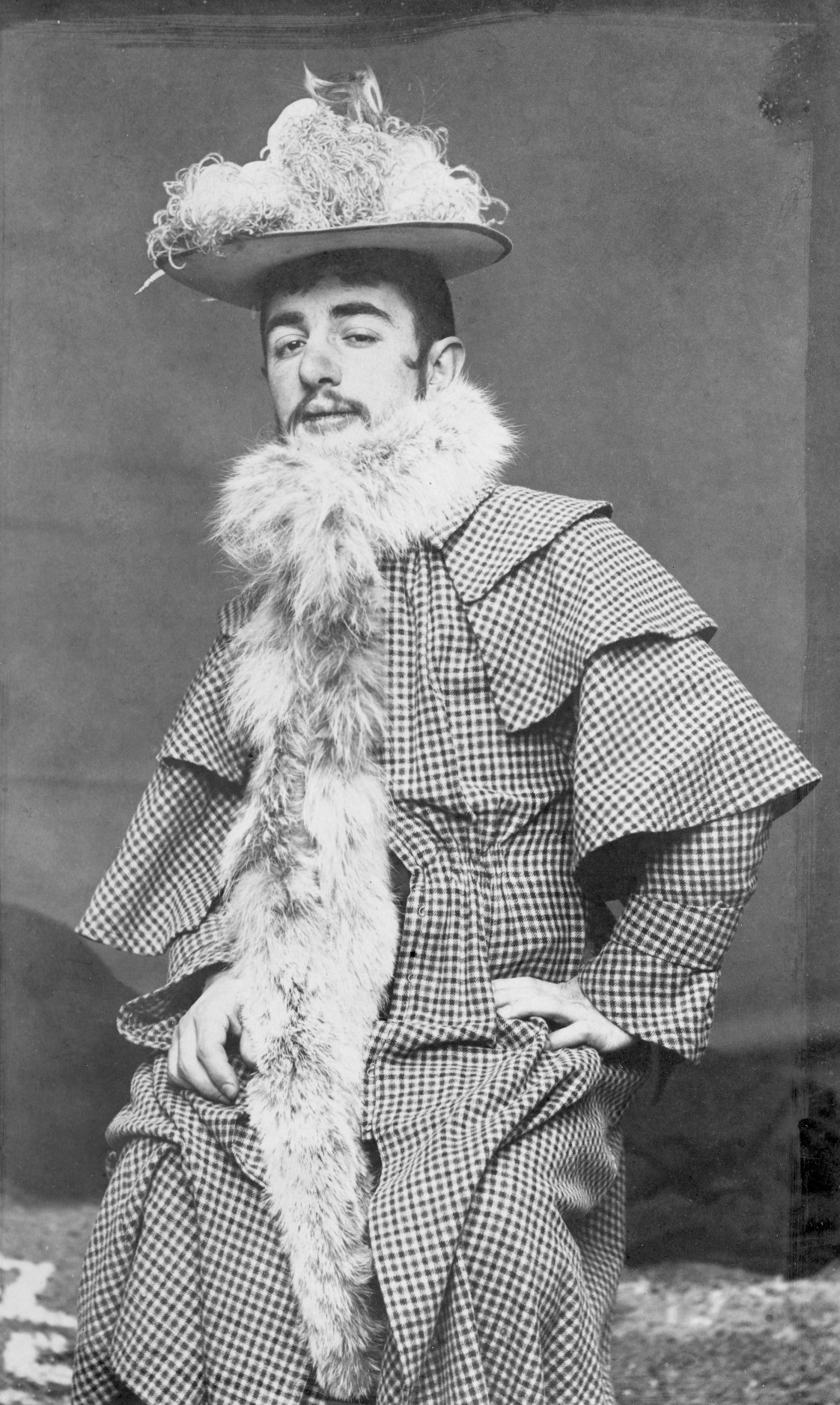
Toulouse Lautrec travestido, fotografía de Maurice Guibert
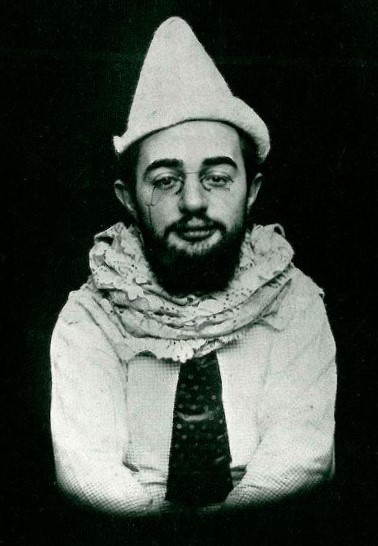
Toulouse Lautrec como payaso, fotografía de Maurice Guibert
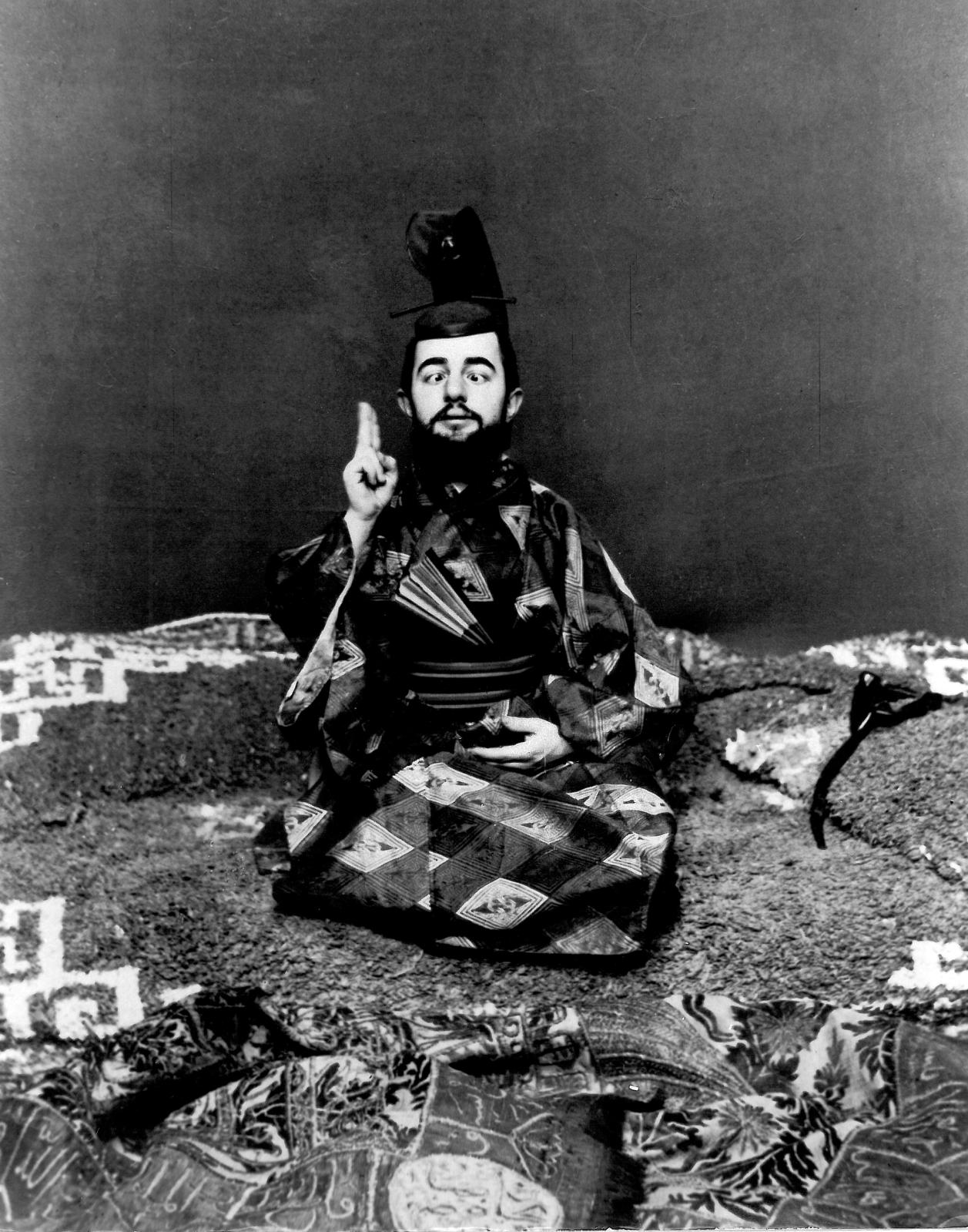
Toulouse Lautrec como japonés, fotografía de Maurice Guibert
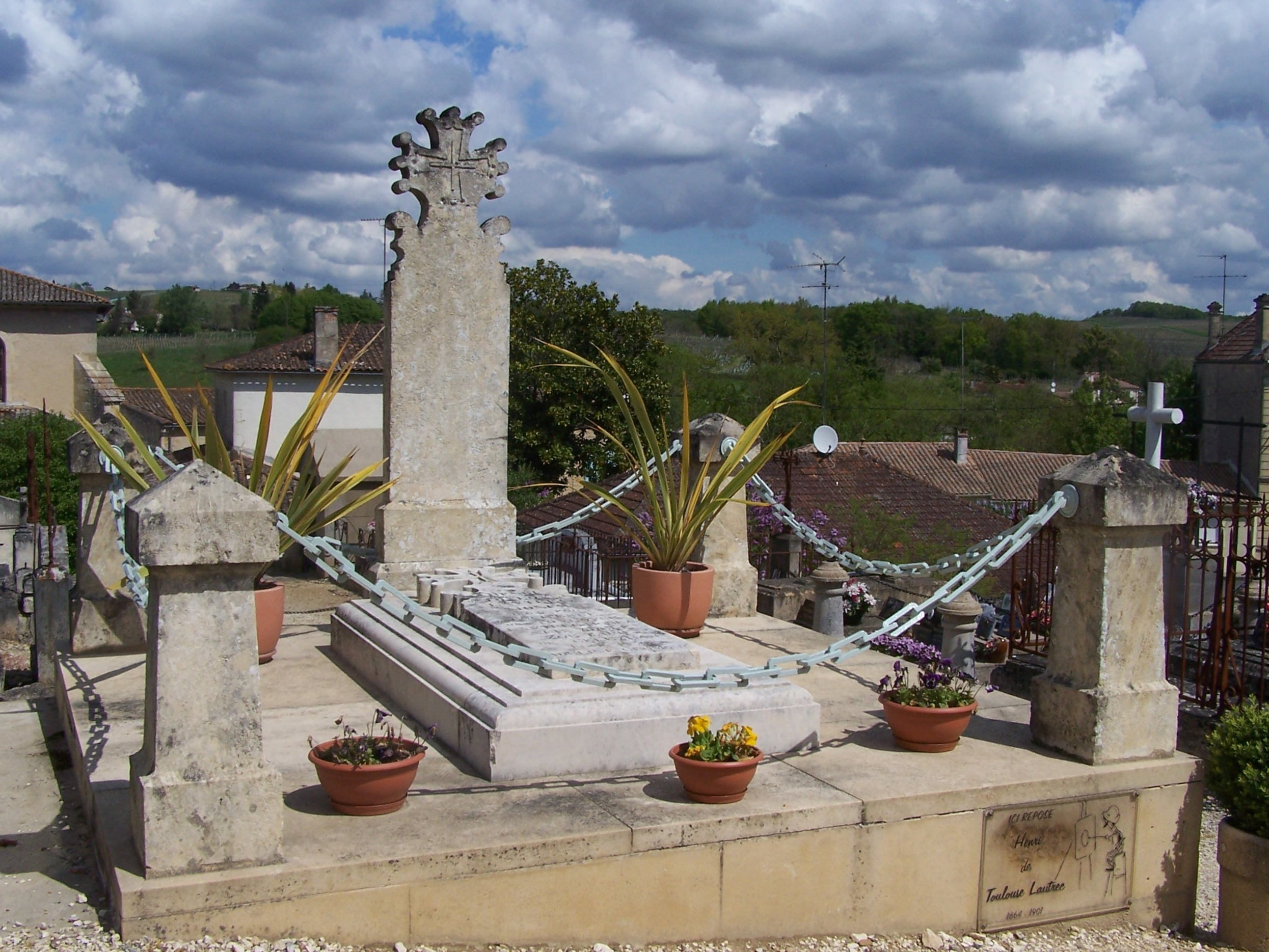
Tumba en  Verdelais, Gironda, Francia

## Retrato en el cine
- Moulin Rouge (1952), dirigida por John Huston. Con siete nominaciones al Óscar, ganó los premios a mejor dirección artística y mejor vestuario. La película narra en clave de drama musical la vida de Henri de Toulouse-Lautrec (José Ferrer en el papel principal), el pintor y cartelista francés de finales del siglo XIX, y el primer artista que en vida pudo exponer su obra en el Louvre. En dicha película destaca su tema principal «Canción del Moulin Rouge», de Georges Auric.
- Lautrec (1998), dirigida por Roger Planchon e interpretada por Regis Roger. Llamada en España Toulouse-Lautrec, esta película francesa está considerada como el biopic del artista.
- La Vuelta Al Mundo en 80 Días (2004), dirigida por Frank Coraci e interpretado en un breve cameo por Guillaume Siron.
- Moulin Rouge! (2001), dirigida por Baz Luhrmann. Filme musical con grandes dosis de fantasía y anacronismos, presenta a un Toulouse algo diferente, quedando en segundo plano en la película. El actor que lo interpretó fue el colombiano John Leguizamo.[6]